# Llista de traspassos de clubs de futbol de primera divisió espanyola al mercat d'estiu de 2024
La següent és una llista de traspassos de clubs de la primera divisió espanyola de futbol al mercat d'estiu previ a la temporada 2024-25.

## Reial Madrid
| N. | Pos. | Nac. | Jugador                                        |
| -- | ---- | --- | ---------------------------------------------- |
| 9  | DAV  | [[Fitxer:Flag of France (1794–1815, 1830–1974).svg\|23x15px\|border \|alt=França\|link=Selecció de futbol de França\|{{#if:\|]] | Kylian Mbappé (des del Paris Saint-Germain FC) |
| 14 | DAV  | [[Fitxer:Flag of Spain.svg\|23x15px\|border \|alt=Espanya\|link=Selecció de futbol d'Espanya\|{{#if:\|]]                        | Joselu (des del RCD Espanyol)                  |
| 16 | DAV  | [[Fitxer:Flag of Brazil.svg\|23x15px\|border \|alt=Brasil\|link=Selecció de futbol del Brasil\|{{#if:\|]]                       | Endrick (des del Palmeiras)                    |

| N. | Pos. | Nac. | Jugador                                        |
| -- | ---- | --- | ---------------------------------------------- |
| 9  | DAV  | [[Fitxer:Flag of France (1794–1815, 1830–1974).svg\|23x15px\|border \|alt=França\|link=Selecció de futbol de França\|{{#if:\|]] | Kylian Mbappé (des del Paris Saint-Germain FC) |
| 14 | DAV  | [[Fitxer:Flag of Spain.svg\|23x15px\|border \|alt=Espanya\|link=Selecció de futbol d'Espanya\|{{#if:\|]]                        | Joselu (des del RCD Espanyol)                  |
| 16 | DAV  | [[Fitxer:Flag of Brazil.svg\|23x15px\|border \|alt=Brasil\|link=Selecció de futbol del Brasil\|{{#if:\|]]                       | Endrick (des del Palmeiras)                    |

| N. | Pos. | Nac. | Jugador                                                                                       |
| -- | ---- | --- | --------------------------------------------------------------------------------------------- |
| 6  | DEF  | [[Fitxer:Flag of Spain.svg\|23x15px\|border \|alt=Espanya\|link=Selecció de futbol d'Espanya\|{{#if:\|]]      | Nacho (al Al Qadsiah)                                                                         |
| 8  | MIG  | [[Fitxer:Flag of Germany.svg\|23x15px\|border \|alt=Alemanya\|link=Selecció de futbol d'Alemanya\|{{#if:\|]]  | Toni Kroos (retirat)                                                                          |
| 14 | DAV  | [[Fitxer:Flag of Spain.svg\|23x15px\|border \|alt=Espanya\|link=Selecció de futbol d'Espanya\|{{#if:\|]]      | Joselu (al Al-Gharafa)                                                                        |
| 25 | POR  | [[Fitxer:Flag of Spain.svg\|23x15px\|border \|alt=Espanya\|link=Selecció de futbol d'Espanya\|{{#if:\|]]      | Kepa Arrizabalaga (retorn de la cessió al Chelsea FC, posteriorment cedit al AFC Bournemouth) |
| —  | DEF  | [[Fitxer:Flag of Spain.svg\|23x15px\|border \|alt=Espanya\|link=Selecció de futbol d'Espanya\|{{#if:\|]]      | Rafa Marín (al SSC Napoli, prèviament cedit al Deportivo Alavés)                              |
| —  | MIG  | [[Fitxer:Flag of Spain.svg\|23x15px\|border \|alt=Espanya\|link=Selecció de futbol d'Espanya\|{{#if:\|]]      | Marvin Park (a la UD Las Palmas, prèviament cedit)                                            |
| —  | DAV  | [[Fitxer:Flag of Spain.svg\|23x15px\|border \|alt=Espanya\|link=Selecció de futbol d'Espanya\|{{#if:\|]]      | Juanmi Latasa (al Reial Valladolid, prèviament cedit al Getafe CF)                            |
| —  | MIG  | [[Fitxer:Flag of Spain.svg\|23x15px\|border \|alt=Espanya\|link=Selecció de futbol d'Espanya\|{{#if:\|]]      | Mario Martín (cedit al Reial Valladolid)                                                      |
| —  | DAV  | [[Fitxer:Flag of Uruguay.svg\|23x15px\|border \|alt=Uruguai\|link=Selecció de futbol de l'Uruguai\|{{#if:\|]] | Álvaro Rodríguez (cedit al Getafe CF)                                                         |

| N. | Pos. | Nac. | Jugador                                                                                       |
| -- | ---- | --- | --------------------------------------------------------------------------------------------- |
| 6  | DEF  | [[Fitxer:Flag of Spain.svg\|23x15px\|border \|alt=Espanya\|link=Selecció de futbol d'Espanya\|{{#if:\|]]      | Nacho (al Al Qadsiah)                                                                         |
| 8  | MIG  | [[Fitxer:Flag of Germany.svg\|23x15px\|border \|alt=Alemanya\|link=Selecció de futbol d'Alemanya\|{{#if:\|]]  | Toni Kroos (retirat)                                                                          |
| 14 | DAV  | [[Fitxer:Flag of Spain.svg\|23x15px\|border \|alt=Espanya\|link=Selecció de futbol d'Espanya\|{{#if:\|]]      | Joselu (al Al-Gharafa)                                                                        |
| 25 | POR  | [[Fitxer:Flag of Spain.svg\|23x15px\|border \|alt=Espanya\|link=Selecció de futbol d'Espanya\|{{#if:\|]]      | Kepa Arrizabalaga (retorn de la cessió al Chelsea FC, posteriorment cedit al AFC Bournemouth) |
| —  | DEF  | [[Fitxer:Flag of Spain.svg\|23x15px\|border \|alt=Espanya\|link=Selecció de futbol d'Espanya\|{{#if:\|]]      | Rafa Marín (al SSC Napoli, prèviament cedit al Deportivo Alavés)                              |
| —  | MIG  | [[Fitxer:Flag of Spain.svg\|23x15px\|border \|alt=Espanya\|link=Selecció de futbol d'Espanya\|{{#if:\|]]      | Marvin Park (a la UD Las Palmas, prèviament cedit)                                            |
| —  | DAV  | [[Fitxer:Flag of Spain.svg\|23x15px\|border \|alt=Espanya\|link=Selecció de futbol d'Espanya\|{{#if:\|]]      | Juanmi Latasa (al Reial Valladolid, prèviament cedit al Getafe CF)                            |
| —  | MIG  | [[Fitxer:Flag of Spain.svg\|23x15px\|border \|alt=Espanya\|link=Selecció de futbol d'Espanya\|{{#if:\|]]      | Mario Martín (cedit al Reial Valladolid)                                                      |
| —  | DAV  | [[Fitxer:Flag of Uruguay.svg\|23x15px\|border \|alt=Uruguai\|link=Selecció de futbol de l'Uruguai\|{{#if:\|]] | Álvaro Rodríguez (cedit al Getafe CF)                                                         |

## FC Barcelona
| N. | Pos. | Nac. | Jugador                        |
| -- | ---- | --- | ------------------------------ |
| 18 | DAV  | [[Fitxer:Flag of Catalonia.svg\|23x15px\|border \|alt=Catalunya\|link=Selecció de futbol de Catalunya\|{{#if:\|]] | Pau Víctor (des del Girona)    |
| 20 | MIG  | [[Fitxer:Flag of Catalonia.svg\|23x15px\|border \|alt=Catalunya\|link=Selecció de futbol de Catalunya\|{{#if:\|]] | Dani Olmo (des del RB Leipzig) |

| N. | Pos. | Nac. | Jugador                        |
| -- | ---- | --- | ------------------------------ |
| 18 | DAV  | [[Fitxer:Flag of Catalonia.svg\|23x15px\|border \|alt=Catalunya\|link=Selecció de futbol de Catalunya\|{{#if:\|]] | Pau Víctor (des del Girona)    |
| 20 | MIG  | [[Fitxer:Flag of Catalonia.svg\|23x15px\|border \|alt=Catalunya\|link=Selecció de futbol de Catalunya\|{{#if:\|]] | Dani Olmo (des del RB Leipzig) |

| N. | Pos. | Nac. | Jugador                                                                             |
| -- | ---- | --- | ----------------------------------------------------------------------------------- |
| 2  | DEF  | [[Fitxer:Flag of Portugal.svg\|23x15px\|border \|alt=Portugal\|link=Selecció de futbol de Portugal\|{{#if:\|]]                              | João Cancelo (retorn de la cessió al Manchester City FC, posteriorment al Al Hilal) |
| 14 | DAV  | [[Fitxer:Flag of Portugal.svg\|23x15px\|border \|alt=Portugal\|link=Selecció de futbol de Portugal\|{{#if:\|]]                              | João Félix (retorn de la cessió a l'Atlètic de Madrid, posteriorment al Chelsea FC) |
| 17 | DEF  | [[Fitxer:Flag of Spain.svg\|23x15px\|border \|alt=Espanya\|link=Selecció de futbol d'Espanya\|{{#if:\|]]                                    | Marcos Alonso (al Celta de Vigo)                                                    |
| 18 | MIG  | [[Fitxer:Flag of Catalonia.svg\|23x15px\|border \|alt=Catalunya\|link=Selecció de futbol de Catalunya\|{{#if:\|]]                           | Oriol Romeu (cedit al Girona)                                                       |
| 19 | DAV  | [[Fitxer:Flag of Brazil.svg\|23x15px\|border \|alt=Brasil\|link=Selecció de futbol del Brasil\|{{#if:\|]]                                   | Vitor Roque (cedit al Reial Betis)                                                  |
| 20 | DEF  | [[Fitxer:Flag of Catalonia.svg\|23x15px\|border \|alt=Catalunya\|link=Selecció de futbol de Catalunya\|{{#if:\|]]                           | Sergi Roberto (al Como 1907)                                                        |
| 22 | MIG  | [[Fitxer:Flag of Germany.svg\|23x15px\|border \|alt=Alemanya\|link=Selecció de futbol d'Alemanya\|{{#if:\|]]                                | İlkay Gündoğan (al Manchester City FC)                                              |
| 38 | DAV  | [[Fitxer:Flag of Catalonia.svg\|23x15px\|border \|alt=Catalunya\|link=Selecció de futbol de Catalunya\|{{#if:\|]]                           | Marc Guiu (al Chelsea FC)                                                           |
| 41 | DEF  | [[Fitxer:Flag of Senegal.svg\|23x15px\|border \|alt=Senegal\|link=Selecció de futbol del Senegal\|{{#if:\|]]                                | Mikayil Faye (al Stade Rennais FC)                                                  |
| —  | DEF  | [[Fitxer:Flag of the United States.svg\|23x15px\|border \|alt=Estats Units d'Amèrica\|link=Selecció de futbol dels Estats Units\|{{#if:\|]] | Sergiño Dest (al PSV, prèviament cedit)                                             |
| —  | DEF  | [[Fitxer:Flag of Mexico.svg\|23x15px\|border \|alt=Mèxic\|link=Selecció de futbol de Mèxic\|{{#if:\|]]                                      | Julián Araujo (al AFC Bournemouth, prèviament cedit a la UD Las Palmas)             |
| —  | DEF  | [[Fitxer:Flag of France (1794–1815, 1830–1974).svg\|23x15px\|border \|alt=França\|link=Selecció de futbol de França\|{{#if:\|]]             | Clément Lenglet (cedit a l'Atlètic de Madrid, prèviament cedit al Aston Villa FC)   |
| —  | DEF  | [[Fitxer:Flag of Catalonia.svg\|23x15px\|border \|alt=Catalunya\|link=Selecció de futbol de Catalunya\|{{#if:\|]]                           | Álex Valle (cedit al Celtic FC, prèviament cedit al Llevant UE)                     |
| —  | DEF  | [[Fitxer:Flag of Morocco.svg\|23x15px\|border \|alt=Marroc\|link=Selecció de futbol del Marroc\|{{#if:\|]]                                  | Chadi Riad (al Reial Betis, prèviament cedit)                                       |

| N. | Pos. | Nac. | Jugador                                                                             |
| -- | ---- | --- | ----------------------------------------------------------------------------------- |
| 2  | DEF  | [[Fitxer:Flag of Portugal.svg\|23x15px\|border \|alt=Portugal\|link=Selecció de futbol de Portugal\|{{#if:\|]]                              | João Cancelo (retorn de la cessió al Manchester City FC, posteriorment al Al Hilal) |
| 14 | DAV  | [[Fitxer:Flag of Portugal.svg\|23x15px\|border \|alt=Portugal\|link=Selecció de futbol de Portugal\|{{#if:\|]]                              | João Félix (retorn de la cessió a l'Atlètic de Madrid, posteriorment al Chelsea FC) |
| 17 | DEF  | [[Fitxer:Flag of Spain.svg\|23x15px\|border \|alt=Espanya\|link=Selecció de futbol d'Espanya\|{{#if:\|]]                                    | Marcos Alonso (al Celta de Vigo)                                                    |
| 18 | MIG  | [[Fitxer:Flag of Catalonia.svg\|23x15px\|border \|alt=Catalunya\|link=Selecció de futbol de Catalunya\|{{#if:\|]]                           | Oriol Romeu (cedit al Girona)                                                       |
| 19 | DAV  | [[Fitxer:Flag of Brazil.svg\|23x15px\|border \|alt=Brasil\|link=Selecció de futbol del Brasil\|{{#if:\|]]                                   | Vitor Roque (cedit al Reial Betis)                                                  |
| 20 | DEF  | [[Fitxer:Flag of Catalonia.svg\|23x15px\|border \|alt=Catalunya\|link=Selecció de futbol de Catalunya\|{{#if:\|]]                           | Sergi Roberto (al Como 1907)                                                        |
| 22 | MIG  | [[Fitxer:Flag of Germany.svg\|23x15px\|border \|alt=Alemanya\|link=Selecció de futbol d'Alemanya\|{{#if:\|]]                                | İlkay Gündoğan (al Manchester City FC)                                              |
| 38 | DAV  | [[Fitxer:Flag of Catalonia.svg\|23x15px\|border \|alt=Catalunya\|link=Selecció de futbol de Catalunya\|{{#if:\|]]                           | Marc Guiu (al Chelsea FC)                                                           |
| 41 | DEF  | [[Fitxer:Flag of Senegal.svg\|23x15px\|border \|alt=Senegal\|link=Selecció de futbol del Senegal\|{{#if:\|]]                                | Mikayil Faye (al Stade Rennais FC)                                                  |
| —  | DEF  | [[Fitxer:Flag of the United States.svg\|23x15px\|border \|alt=Estats Units d'Amèrica\|link=Selecció de futbol dels Estats Units\|{{#if:\|]] | Sergiño Dest (al PSV, prèviament cedit)                                             |
| —  | DEF  | [[Fitxer:Flag of Mexico.svg\|23x15px\|border \|alt=Mèxic\|link=Selecció de futbol de Mèxic\|{{#if:\|]]                                      | Julián Araujo (al AFC Bournemouth, prèviament cedit a la UD Las Palmas)             |
| —  | DEF  | [[Fitxer:Flag of France (1794–1815, 1830–1974).svg\|23x15px\|border \|alt=França\|link=Selecció de futbol de França\|{{#if:\|]]             | Clément Lenglet (cedit a l'Atlètic de Madrid, prèviament cedit al Aston Villa FC)   |
| —  | DEF  | [[Fitxer:Flag of Catalonia.svg\|23x15px\|border \|alt=Catalunya\|link=Selecció de futbol de Catalunya\|{{#if:\|]]                           | Álex Valle (cedit al Celtic FC, prèviament cedit al Llevant UE)                     |
| —  | DEF  | [[Fitxer:Flag of Morocco.svg\|23x15px\|border \|alt=Marroc\|link=Selecció de futbol del Marroc\|{{#if:\|]]                                  | Chadi Riad (al Reial Betis, prèviament cedit)                                       |

## Girona
| N. | Pos. | Nac. | Jugador                                         |
| -- | ---- | --- | ----------------------------------------------- |
| 6  | MIG  | [[Fitxer:Flag of the Netherlands.svg\|23x15px\|border \|alt=Països Baixos\|link=Selecció de futbol dels Països Baixos\|{{#if:\|]] | Donny van de Beek (des del Manchester United)   |
| 9  | DAV  | [[Fitxer:Flag of Spain.svg\|23x15px\|border \|alt=Espanya\|link=Selecció de futbol d'Espanya\|{{#if:\|]]                          | Abel Ruiz (des del Braga)                       |
| 10 | MIG  | [[Fitxer:Flag of Colombia.svg\|23x15px\|border \|alt=Colòmbia\|link=Selecció de futbol de Colòmbia\|{{#if:\|]]                    | Yáser Asprilla (des del Watford FC)             |
| 11 | DAV  | [[Fitxer:Flag of the Netherlands.svg\|23x15px\|border \|alt=Països Baixos\|link=Selecció de futbol dels Països Baixos\|{{#if:\|]] | Arnaut Danjuma (cedit pel Vila-real CF)         |
| 14 | MIG  | [[Fitxer:Flag of Catalonia.svg\|23x15px\|border \|alt=Catalunya\|link=Selecció de futbol de Catalunya\|{{#if:\|]]                 | Oriol Romeu (cedit pel FC Barcelona)            |
| 16 | DEF  | [[Fitxer:Flag of Spain.svg\|23x15px\|border \|alt=Espanya\|link=Selecció de futbol d'Espanya\|{{#if:\|]]                          | Alejandro Francés (des del Reial Saragossa)     |
| 18 | DEF  | [[Fitxer:Flag of the Czech Republic.svg\|23x15px\|border \|alt=Txèquia\|link=Selecció de futbol de la República Txeca\|{{#if:\|]] | Ladislav Krejčí (des del Sparta Prague)         |
| 19 | DAV  | [[Fitxer:Flag of North Macedonia.svg\|23x15px\|border \|alt=Macedònia del Nord\|link=Selecció de futbol de Macedònia\|{{#if:\|]]  | Bòian Miovski (des del Aberdeen FC)             |
| 20 | DAV  | [[Fitxer:Flag of Catalonia.svg\|23x15px\|border \|alt=Catalunya\|link=Selecció de futbol de Catalunya\|{{#if:\|]]                 | Bryan Gil (cedit des del Tottenham Hotspur)     |
| 25 | POR  | [[Fitxer:Flag of Catalonia.svg\|23x15px\|border \|alt=Catalunya\|link=Selecció de futbol de Catalunya\|{{#if:\|]]                 | Pau López (cedit des del Olympique de Marsella) |
| 27 | MIG  | [[Fitxer:Flag of the Netherlands.svg\|23x15px\|border \|alt=Països Baixos\|link=Selecció de futbol dels Països Baixos\|{{#if:\|]] | Gabriel Misehouy (des del Ajax sub-21)          |

| N. | Pos. | Nac. | Jugador                                         |
| -- | ---- | --- | ----------------------------------------------- |
| 6  | MIG  | [[Fitxer:Flag of the Netherlands.svg\|23x15px\|border \|alt=Països Baixos\|link=Selecció de futbol dels Països Baixos\|{{#if:\|]] | Donny van de Beek (des del Manchester United)   |
| 9  | DAV  | [[Fitxer:Flag of Spain.svg\|23x15px\|border \|alt=Espanya\|link=Selecció de futbol d'Espanya\|{{#if:\|]]                          | Abel Ruiz (des del Braga)                       |
| 10 | MIG  | [[Fitxer:Flag of Colombia.svg\|23x15px\|border \|alt=Colòmbia\|link=Selecció de futbol de Colòmbia\|{{#if:\|]]                    | Yáser Asprilla (des del Watford FC)             |
| 11 | DAV  | [[Fitxer:Flag of the Netherlands.svg\|23x15px\|border \|alt=Països Baixos\|link=Selecció de futbol dels Països Baixos\|{{#if:\|]] | Arnaut Danjuma (cedit pel Vila-real CF)         |
| 14 | MIG  | [[Fitxer:Flag of Catalonia.svg\|23x15px\|border \|alt=Catalunya\|link=Selecció de futbol de Catalunya\|{{#if:\|]]                 | Oriol Romeu (cedit pel FC Barcelona)            |
| 16 | DEF  | [[Fitxer:Flag of Spain.svg\|23x15px\|border \|alt=Espanya\|link=Selecció de futbol d'Espanya\|{{#if:\|]]                          | Alejandro Francés (des del Reial Saragossa)     |
| 18 | DEF  | [[Fitxer:Flag of the Czech Republic.svg\|23x15px\|border \|alt=Txèquia\|link=Selecció de futbol de la República Txeca\|{{#if:\|]] | Ladislav Krejčí (des del Sparta Prague)         |
| 19 | DAV  | [[Fitxer:Flag of North Macedonia.svg\|23x15px\|border \|alt=Macedònia del Nord\|link=Selecció de futbol de Macedònia\|{{#if:\|]]  | Bòian Miovski (des del Aberdeen FC)             |
| 20 | DAV  | [[Fitxer:Flag of Catalonia.svg\|23x15px\|border \|alt=Catalunya\|link=Selecció de futbol de Catalunya\|{{#if:\|]]                 | Bryan Gil (cedit des del Tottenham Hotspur)     |
| 25 | POR  | [[Fitxer:Flag of Catalonia.svg\|23x15px\|border \|alt=Catalunya\|link=Selecció de futbol de Catalunya\|{{#if:\|]]                 | Pau López (cedit des del Olympique de Marsella) |
| 27 | MIG  | [[Fitxer:Flag of the Netherlands.svg\|23x15px\|border \|alt=Països Baixos\|link=Selecció de futbol dels Països Baixos\|{{#if:\|]] | Gabriel Misehouy (des del Ajax sub-21)          |

| N. | Pos. | Nac. | Jugador                                                                                         |
| -- | ---- | --- | ----------------------------------------------------------------------------------------------- |
| 9  | DAV  | [[Fitxer:Flag of Ukraine.svg\|23x15px\|border \|alt=Ucraïna\|link=Selecció de futbol d'Ucraïna\|{{#if:\|]]        | Artem Dòvbik (al AS Roma)                                                                       |
| 10 | MIG  | [[Fitxer:Flag of Spain.svg\|23x15px\|border \|alt=Espanya\|link=Selecció de futbol d'Espanya\|{{#if:\|]]          | Borja García (alliberat)                                                                        |
| 11 | DEF  | [[Fitxer:Flag of Catalonia.svg\|23x15px\|border \|alt=Catalunya\|link=Selecció de futbol de Catalunya\|{{#if:\|]] | Valery Fernández (cedit al RCD Mallorca)                                                        |
| 14 | MIG  | [[Fitxer:Flag of Catalonia.svg\|23x15px\|border \|alt=Catalunya\|link=Selecció de futbol de Catalunya\|{{#if:\|]] | Aleix García (al Bayer Leverkusen)                                                              |
| 16 | MIG  | [[Fitxer:Flag of Brazil.svg\|23x15px\|border \|alt=Brasil\|link=Selecció de futbol del Brasil\|{{#if:\|]]         | Savinho (retorn de la cessió al ES Troyes AC, després al Manchester City)                       |
| 19 | MIG  | [[Fitxer:Flag of Spain.svg\|23x15px\|border \|alt=Espanya\|link=Selecció de futbol d'Espanya\|{{#if:\|]]          | Toni Villa (a la SD Eibar)                                                                      |
| 20 | DEF  | [[Fitxer:Flag of Brazil.svg\|23x15px\|border \|alt=Brasil\|link=Selecció de futbol del Brasil\|{{#if:\|]]         | Yan Couto (retorn de la cessió al Manchester City FC, posteriorment cedit al Borussia Dortmund) |
| 26 | POR  | [[Fitxer:Flag of Catalonia.svg\|23x15px\|border \|alt=Catalunya\|link=Selecció de futbol de Catalunya\|{{#if:\|]] | Toni Fuidias (cedit al FC Cartagena)                                                            |
| —  | MIG  | [[Fitxer:Flag of Mali.svg\|23x15px\|border \|alt=Mali\|link=Selecció de futbol de Mali\|{{#if:\|]]                | Ibrahima Kébé (cedit al Lommel, prèviament cedit al CD Mirandés)                                |
| —  | DAV  | [[Fitxer:Flag of Catalonia.svg\|23x15px\|border \|alt=Catalunya\|link=Selecció de futbol de Catalunya\|{{#if:\|]] | Pau Víctor (al FC Barcelona, prèviament cedit al FC Barcelona B)                                |
| —  | DEF  | [[Fitxer:Flag of Peru.svg\|23x15px\|border \|alt=Perú\|link=Selecció de futbol del Perú\|{{#if:\|]]               | Alexander Callens (al AEK Atenes FC, prèviament cedit)                                          |
| —  | DAV  | [[Fitxer:Flag of Catalonia.svg\|23x15px\|border \|alt=Catalunya\|link=Selecció de futbol de Catalunya\|{{#if:\|]] | Gabri Martínez (al SC Braga, prèviament cedit al CD Mirandés)                                   |
| —  | MIG  | [[Fitxer:Flag of Catalonia.svg\|23x15px\|border \|alt=Catalunya\|link=Selecció de futbol de Catalunya\|{{#if:\|]] | Álex Sala (al Córdoba CF, prèviament cedit)                                                     |
| —  | DAV  | [[Fitxer:Flag of Catalonia.svg\|23x15px\|border \|alt=Catalunya\|link=Selecció de futbol de Catalunya\|{{#if:\|]] | Arnau Ortiz (al Śląsk Wrocław, prèviament cedit al FC Cartagena)                                |
| —  | DAV  | [[Fitxer:Flag of Spain.svg\|23x15px\|border \|alt=Espanya\|link=Selecció de futbol d'Espanya\|{{#if:\|]]          | Manu Vallejo (al Racing de Ferrol, prèviament cedit al Reial Saragossa)                         |
| —  | DAV  | [[Fitxer:Flag of Morocco.svg\|23x15px\|border \|alt=Marroc\|link=Selecció de futbol del Marroc\|{{#if:\|]]        | Ilyas Chaira (cedit al Reial Oviedo, prèviament cedit al CD Mirandés)                           |

| N. | Pos. | Nac. | Jugador                                                                                         |
| -- | ---- | --- | ----------------------------------------------------------------------------------------------- |
| 9  | DAV  | [[Fitxer:Flag of Ukraine.svg\|23x15px\|border \|alt=Ucraïna\|link=Selecció de futbol d'Ucraïna\|{{#if:\|]]        | Artem Dòvbik (al AS Roma)                                                                       |
| 10 | MIG  | [[Fitxer:Flag of Spain.svg\|23x15px\|border \|alt=Espanya\|link=Selecció de futbol d'Espanya\|{{#if:\|]]          | Borja García (alliberat)                                                                        |
| 11 | DEF  | [[Fitxer:Flag of Catalonia.svg\|23x15px\|border \|alt=Catalunya\|link=Selecció de futbol de Catalunya\|{{#if:\|]] | Valery Fernández (cedit al RCD Mallorca)                                                        |
| 14 | MIG  | [[Fitxer:Flag of Catalonia.svg\|23x15px\|border \|alt=Catalunya\|link=Selecció de futbol de Catalunya\|{{#if:\|]] | Aleix García (al Bayer Leverkusen)                                                              |
| 16 | MIG  | [[Fitxer:Flag of Brazil.svg\|23x15px\|border \|alt=Brasil\|link=Selecció de futbol del Brasil\|{{#if:\|]]         | Savinho (retorn de la cessió al ES Troyes AC, després al Manchester City)                       |
| 19 | MIG  | [[Fitxer:Flag of Spain.svg\|23x15px\|border \|alt=Espanya\|link=Selecció de futbol d'Espanya\|{{#if:\|]]          | Toni Villa (a la SD Eibar)                                                                      |
| 20 | DEF  | [[Fitxer:Flag of Brazil.svg\|23x15px\|border \|alt=Brasil\|link=Selecció de futbol del Brasil\|{{#if:\|]]         | Yan Couto (retorn de la cessió al Manchester City FC, posteriorment cedit al Borussia Dortmund) |
| 26 | POR  | [[Fitxer:Flag of Catalonia.svg\|23x15px\|border \|alt=Catalunya\|link=Selecció de futbol de Catalunya\|{{#if:\|]] | Toni Fuidias (cedit al FC Cartagena)                                                            |
| —  | MIG  | [[Fitxer:Flag of Mali.svg\|23x15px\|border \|alt=Mali\|link=Selecció de futbol de Mali\|{{#if:\|]]                | Ibrahima Kébé (cedit al Lommel, prèviament cedit al CD Mirandés)                                |
| —  | DAV  | [[Fitxer:Flag of Catalonia.svg\|23x15px\|border \|alt=Catalunya\|link=Selecció de futbol de Catalunya\|{{#if:\|]] | Pau Víctor (al FC Barcelona, prèviament cedit al FC Barcelona B)                                |
| —  | DEF  | [[Fitxer:Flag of Peru.svg\|23x15px\|border \|alt=Perú\|link=Selecció de futbol del Perú\|{{#if:\|]]               | Alexander Callens (al AEK Atenes FC, prèviament cedit)                                          |
| —  | DAV  | [[Fitxer:Flag of Catalonia.svg\|23x15px\|border \|alt=Catalunya\|link=Selecció de futbol de Catalunya\|{{#if:\|]] | Gabri Martínez (al SC Braga, prèviament cedit al CD Mirandés)                                   |
| —  | MIG  | [[Fitxer:Flag of Catalonia.svg\|23x15px\|border \|alt=Catalunya\|link=Selecció de futbol de Catalunya\|{{#if:\|]] | Álex Sala (al Córdoba CF, prèviament cedit)                                                     |
| —  | DAV  | [[Fitxer:Flag of Catalonia.svg\|23x15px\|border \|alt=Catalunya\|link=Selecció de futbol de Catalunya\|{{#if:\|]] | Arnau Ortiz (al Śląsk Wrocław, prèviament cedit al FC Cartagena)                                |
| —  | DAV  | [[Fitxer:Flag of Spain.svg\|23x15px\|border \|alt=Espanya\|link=Selecció de futbol d'Espanya\|{{#if:\|]]          | Manu Vallejo (al Racing de Ferrol, prèviament cedit al Reial Saragossa)                         |
| —  | DAV  | [[Fitxer:Flag of Morocco.svg\|23x15px\|border \|alt=Marroc\|link=Selecció de futbol del Marroc\|{{#if:\|]]        | Ilyas Chaira (cedit al Reial Oviedo, prèviament cedit al CD Mirandés)                           |

## Atlético de Madrid
| N. | Pos. | Nac. | Jugador                                     |
| -- | ---- | --- | ------------------------------------------- |
| 1  | POR  | [[Fitxer:Flag of Argentina.svg\|23x15px\|border \|alt=Argentina\|link=Selecció de futbol de l'Argentina\|{{#if:\|]]             | Juan Musso (cedit des del Atalanta BC)      |
| 4  | MIG  | [[Fitxer:Flag of England.svg\|23x15px\|border \|alt=Anglaterra\|link=Selecció de futbol d'Anglaterra\|{{#if:\|]]                | Conor Gallagher (des del Chelsea FC)        |
| 9  | DAV  | [[Fitxer:Flag of Norway.svg\|23x15px\|border \|alt=Noruega\|link=Selecció de futbol de Noruega\|{{#if:\|]]                      | Alexander Sørloth (des del Vila-real CF)    |
| 15 | DEF  | [[Fitxer:Flag of France (1794–1815, 1830–1974).svg\|23x15px\|border \|alt=França\|link=Selecció de futbol de França\|{{#if:\|]] | Clément Lenglet (cedit pel FC Barcelona)    |
| 19 | DAV  | [[Fitxer:Flag of Argentina.svg\|23x15px\|border \|alt=Argentina\|link=Selecció de futbol de l'Argentina\|{{#if:\|]]             | Julián Álvarez (des del Manchester City FC) |
| 24 | DEF  | [[Fitxer:Flag of Spain.svg\|23x15px\|border \|alt=Espanya\|link=Selecció de futbol d'Espanya\|{{#if:\|]]                        | Robin Le Normand (des de la Reial Societat) |

| N. | Pos. | Nac. | Jugador                                     |
| -- | ---- | --- | ------------------------------------------- |
| 1  | POR  | [[Fitxer:Flag of Argentina.svg\|23x15px\|border \|alt=Argentina\|link=Selecció de futbol de l'Argentina\|{{#if:\|]]             | Juan Musso (cedit des del Atalanta BC)      |
| 4  | MIG  | [[Fitxer:Flag of England.svg\|23x15px\|border \|alt=Anglaterra\|link=Selecció de futbol d'Anglaterra\|{{#if:\|]]                | Conor Gallagher (des del Chelsea FC)        |
| 9  | DAV  | [[Fitxer:Flag of Norway.svg\|23x15px\|border \|alt=Noruega\|link=Selecció de futbol de Noruega\|{{#if:\|]]                      | Alexander Sørloth (des del Vila-real CF)    |
| 15 | DEF  | [[Fitxer:Flag of France (1794–1815, 1830–1974).svg\|23x15px\|border \|alt=França\|link=Selecció de futbol de França\|{{#if:\|]] | Clément Lenglet (cedit pel FC Barcelona)    |
| 19 | DAV  | [[Fitxer:Flag of Argentina.svg\|23x15px\|border \|alt=Argentina\|link=Selecció de futbol de l'Argentina\|{{#if:\|]]             | Julián Álvarez (des del Manchester City FC) |
| 24 | DEF  | [[Fitxer:Flag of Spain.svg\|23x15px\|border \|alt=Espanya\|link=Selecció de futbol d'Espanya\|{{#if:\|]]                        | Robin Le Normand (des de la Reial Societat) |

| N. | Pos. | Nac. | Jugador                                                                     |
| -- | ---- | --- | --------------------------------------------------------------------------- |
| 1  | POR  | [[Fitxer:Flag of Romania.svg\|23x15px\|border \|alt=Romania\|link=Selecció de futbol de Romania\|{{#if:\|]]                       | Horațiu Moldovan (cedit al US Sassuolo)                                     |
| 4  | DEF  | [[Fitxer:Flag of Brazil.svg\|23x15px\|border \|alt=Brasil\|link=Selecció de futbol del Brasil\|{{#if:\|]]                         | Gabriel Paulista (to Beşiktaş JK)                                           |
| 8  | MIG  | [[Fitxer:Flag of Spain.svg\|23x15px\|border \|alt=Espanya\|link=Selecció de futbol d'Espanya\|{{#if:\|]]                          | Saúl (cedit al Sevilla FC)                                                  |
| 9  | DAV  | [[Fitxer:Flag of the Netherlands.svg\|23x15px\|border \|alt=Països Baixos\|link=Selecció de futbol dels Països Baixos\|{{#if:\|]] | Memphis Depay (alliberat)                                                   |
| 15 | DEF  | [[Fitxer:Flag of Montenegro.svg\|23x15px\|border \|alt=Montenegro\|link=Selecció de futbol de Montenegro\|{{#if:\|]]              | Stefan Savić (al Trabzonspor)                                               |
| 18 | MIG  | [[Fitxer:Flag of Belgium (civil).svg\|23x15px\|border \|alt=Bèlgica\|link=Selecció de futbol de Bèlgica\|{{#if:\|]]               | Arthur Vermeeren (cedit al RB Leipzig)                                      |
| 19 | DAV  | [[Fitxer:Flag of Spain.svg\|23x15px\|border \|alt=Espanya\|link=Selecció de futbol d'Espanya\|{{#if:\|]]                          | Álvaro Morata (al AC Milan)                                                 |
| 22 | DEF  | [[Fitxer:Flag of Spain.svg\|23x15px\|border \|alt=Espanya\|link=Selecció de futbol d'Espanya\|{{#if:\|]]                          | Mario Hermoso (alliberat)                                                   |
| —  | DEF  | [[Fitxer:Flag of Turkey.svg\|23x15px\|border \|alt=Turquia\|link=Selecció de futbol de Turquia\|{{#if:\|]]                        | Çağlar Söyüncü (al Fenerbahçe SK, prèviament cedit)                         |
| —  | MIG  | [[Fitxer:Flag of Spain.svg\|23x15px\|border \|alt=Espanya\|link=Selecció de futbol d'Espanya\|{{#if:\|]]                          | Vitolo (alliberat)                                                          |
| —  | DAV  | [[Fitxer:Flag of Spain.svg\|23x15px\|border \|alt=Espanya\|link=Selecció de futbol d'Espanya\|{{#if:\|]]                          | Carlos Martín (cedit al Deportivo Alavés, prèviament cedit al CD Mirandés)  |
| —  | DAV  | [[Fitxer:Flag of Portugal.svg\|23x15px\|border \|alt=Portugal\|link=Selecció de futbol de Portugal\|{{#if:\|]]                    | João Félix (al Chelsea FC, prèviament cedit al FC Barcelona)                |
| —  | DAV  | [[Fitxer:Flag of Spain.svg\|23x15px\|border \|alt=Espanya\|link=Selecció de futbol d'Espanya\|{{#if:\|]]                          | Samu Omorodion (al FC Porto, prèviament cedit al Deportivo Alavés)          |
| —  | DEF  | [[Fitxer:Flag of Uruguay.svg\|23x15px\|border \|alt=Uruguai\|link=Selecció de futbol de l'Uruguai\|{{#if:\|]]                     | Santiago Mouriño (al Deportivo Alavés, prèviament cedit al Reial Saragossa) |
| —  | DAV  | [[Fitxer:Flag of Portugal.svg\|23x15px\|border \|alt=Portugal\|link=Selecció de futbol de Portugal\|{{#if:\|]]                    | Marcos Paulo (cedit al RWDM)                                                |
| —  | DAV  | [[Fitxer:Flag of Spain.svg\|23x15px\|border \|alt=Espanya\|link=Selecció de futbol d'Espanya\|{{#if:\|]]                          | Germán Valera (al València CF, prèviament cedit al Reial Saragossa)         |

| N. | Pos. | Nac. | Jugador                                                                     |
| -- | ---- | --- | --------------------------------------------------------------------------- |
| 1  | POR  | [[Fitxer:Flag of Romania.svg\|23x15px\|border \|alt=Romania\|link=Selecció de futbol de Romania\|{{#if:\|]]                       | Horațiu Moldovan (cedit al US Sassuolo)                                     |
| 4  | DEF  | [[Fitxer:Flag of Brazil.svg\|23x15px\|border \|alt=Brasil\|link=Selecció de futbol del Brasil\|{{#if:\|]]                         | Gabriel Paulista (to Beşiktaş JK)                                           |
| 8  | MIG  | [[Fitxer:Flag of Spain.svg\|23x15px\|border \|alt=Espanya\|link=Selecció de futbol d'Espanya\|{{#if:\|]]                          | Saúl (cedit al Sevilla FC)                                                  |
| 9  | DAV  | [[Fitxer:Flag of the Netherlands.svg\|23x15px\|border \|alt=Països Baixos\|link=Selecció de futbol dels Països Baixos\|{{#if:\|]] | Memphis Depay (alliberat)                                                   |
| 15 | DEF  | [[Fitxer:Flag of Montenegro.svg\|23x15px\|border \|alt=Montenegro\|link=Selecció de futbol de Montenegro\|{{#if:\|]]              | Stefan Savić (al Trabzonspor)                                               |
| 18 | MIG  | [[Fitxer:Flag of Belgium (civil).svg\|23x15px\|border \|alt=Bèlgica\|link=Selecció de futbol de Bèlgica\|{{#if:\|]]               | Arthur Vermeeren (cedit al RB Leipzig)                                      |
| 19 | DAV  | [[Fitxer:Flag of Spain.svg\|23x15px\|border \|alt=Espanya\|link=Selecció de futbol d'Espanya\|{{#if:\|]]                          | Álvaro Morata (al AC Milan)                                                 |
| 22 | DEF  | [[Fitxer:Flag of Spain.svg\|23x15px\|border \|alt=Espanya\|link=Selecció de futbol d'Espanya\|{{#if:\|]]                          | Mario Hermoso (alliberat)                                                   |
| —  | DEF  | [[Fitxer:Flag of Turkey.svg\|23x15px\|border \|alt=Turquia\|link=Selecció de futbol de Turquia\|{{#if:\|]]                        | Çağlar Söyüncü (al Fenerbahçe SK, prèviament cedit)                         |
| —  | MIG  | [[Fitxer:Flag of Spain.svg\|23x15px\|border \|alt=Espanya\|link=Selecció de futbol d'Espanya\|{{#if:\|]]                          | Vitolo (alliberat)                                                          |
| —  | DAV  | [[Fitxer:Flag of Spain.svg\|23x15px\|border \|alt=Espanya\|link=Selecció de futbol d'Espanya\|{{#if:\|]]                          | Carlos Martín (cedit al Deportivo Alavés, prèviament cedit al CD Mirandés)  |
| —  | DAV  | [[Fitxer:Flag of Portugal.svg\|23x15px\|border \|alt=Portugal\|link=Selecció de futbol de Portugal\|{{#if:\|]]                    | João Félix (al Chelsea FC, prèviament cedit al FC Barcelona)                |
| —  | DAV  | [[Fitxer:Flag of Spain.svg\|23x15px\|border \|alt=Espanya\|link=Selecció de futbol d'Espanya\|{{#if:\|]]                          | Samu Omorodion (al FC Porto, prèviament cedit al Deportivo Alavés)          |
| —  | DEF  | [[Fitxer:Flag of Uruguay.svg\|23x15px\|border \|alt=Uruguai\|link=Selecció de futbol de l'Uruguai\|{{#if:\|]]                     | Santiago Mouriño (al Deportivo Alavés, prèviament cedit al Reial Saragossa) |
| —  | DAV  | [[Fitxer:Flag of Portugal.svg\|23x15px\|border \|alt=Portugal\|link=Selecció de futbol de Portugal\|{{#if:\|]]                    | Marcos Paulo (cedit al RWDM)                                                |
| —  | DAV  | [[Fitxer:Flag of Spain.svg\|23x15px\|border \|alt=Espanya\|link=Selecció de futbol d'Espanya\|{{#if:\|]]                          | Germán Valera (al València CF, prèviament cedit al Reial Saragossa)         |

## Athletic Club
| N. | Pos. | Nac. | Jugador                                     |
| -- | ---- | --- | ------------------------------------------- |
| 2  | DEF  | [[Fitxer:Flag of Spain.svg\|23x15px\|border \|alt=Espanya\|link=Selecció de futbol d'Espanya\|{{#if:\|]] | Andoni Gorosabel (des del Deportivo Alavés) |
| 11 | MIG  | [[Fitxer:Flag of Spain.svg\|23x15px\|border \|alt=Espanya\|link=Selecció de futbol d'Espanya\|{{#if:\|]] | Álvaro Djaló (des del Braga)                |
| 25 | DEF  | [[Fitxer:Flag of Spain.svg\|23x15px\|border \|alt=Espanya\|link=Selecció de futbol d'Espanya\|{{#if:\|]] | Unai Núñez (cedit pel Celta de Vigo)        |

| N. | Pos. | Nac. | Jugador                                     |
| -- | ---- | --- | ------------------------------------------- |
| 2  | DEF  | [[Fitxer:Flag of Spain.svg\|23x15px\|border \|alt=Espanya\|link=Selecció de futbol d'Espanya\|{{#if:\|]] | Andoni Gorosabel (des del Deportivo Alavés) |
| 11 | MIG  | [[Fitxer:Flag of Spain.svg\|23x15px\|border \|alt=Espanya\|link=Selecció de futbol d'Espanya\|{{#if:\|]] | Álvaro Djaló (des del Braga)                |
| 25 | DEF  | [[Fitxer:Flag of Spain.svg\|23x15px\|border \|alt=Espanya\|link=Selecció de futbol d'Espanya\|{{#if:\|]] | Unai Núñez (cedit pel Celta de Vigo)        |

| N. | Pos. | Nac. | Jugador                                                                   |
| -- | ---- | --- | ------------------------------------------------------------------------- |
| 10 | MIG  | [[Fitxer:Flag of Spain.svg\|23x15px\|border \|alt=Espanya\|link=Selecció de futbol d'Espanya\|{{#if:\|]] | Iker Muniain (alliberat)                                                  |
| 14 | MIG  | [[Fitxer:Flag of Spain.svg\|23x15px\|border \|alt=Espanya\|link=Selecció de futbol d'Espanya\|{{#if:\|]] | Dani García (al Olympiakos FC)                                            |
| 19 | DEF  | [[Fitxer:Flag of Spain.svg\|23x15px\|border \|alt=Espanya\|link=Selecció de futbol d'Espanya\|{{#if:\|]] | Imanol García de Albéniz (al Sparta Prague)                               |
| 20 | DAV  | [[Fitxer:Flag of Spain.svg\|23x15px\|border \|alt=Espanya\|link=Selecció de futbol d'Espanya\|{{#if:\|]] | Asier Villalibre (al Deportivo Alavés)                                    |
| 22 | MIG  | [[Fitxer:Flag of Spain.svg\|23x15px\|border \|alt=Espanya\|link=Selecció de futbol d'Espanya\|{{#if:\|]] | Raúl García (retirat)                                                     |
| —  | MIG  | [[Fitxer:Flag of Spain.svg\|23x15px\|border \|alt=Espanya\|link=Selecció de futbol d'Espanya\|{{#if:\|]] | Jon Morcillo (a l'Albacete Balompié, prèviament cedit a la SD Amorebieta) |
| —  | MIG  | [[Fitxer:Flag of Spain.svg\|23x15px\|border \|alt=Espanya\|link=Selecció de futbol d'Espanya\|{{#if:\|]] | Unai Vencedor (al Racing de Santander, prèviament cedit a la SD Eibar)    |
| —  | MIG  | [[Fitxer:Flag of Spain.svg\|23x15px\|border \|alt=Espanya\|link=Selecció de futbol d'Espanya\|{{#if:\|]] | Juan Artola (a la Cultural Leonesa, prèviament cedit a l'AD Alcorcón)     |
| —  | DEF  | [[Fitxer:Flag of Spain.svg\|23x15px\|border \|alt=Espanya\|link=Selecció de futbol d'Espanya\|{{#if:\|]] | Unai Núñez (al Celta de Vigo, prèviament cedit)                           |

| N. | Pos. | Nac. | Jugador                                                                   |
| -- | ---- | --- | ------------------------------------------------------------------------- |
| 10 | MIG  | [[Fitxer:Flag of Spain.svg\|23x15px\|border \|alt=Espanya\|link=Selecció de futbol d'Espanya\|{{#if:\|]] | Iker Muniain (alliberat)                                                  |
| 14 | MIG  | [[Fitxer:Flag of Spain.svg\|23x15px\|border \|alt=Espanya\|link=Selecció de futbol d'Espanya\|{{#if:\|]] | Dani García (al Olympiakos FC)                                            |
| 19 | DEF  | [[Fitxer:Flag of Spain.svg\|23x15px\|border \|alt=Espanya\|link=Selecció de futbol d'Espanya\|{{#if:\|]] | Imanol García de Albéniz (al Sparta Prague)                               |
| 20 | DAV  | [[Fitxer:Flag of Spain.svg\|23x15px\|border \|alt=Espanya\|link=Selecció de futbol d'Espanya\|{{#if:\|]] | Asier Villalibre (al Deportivo Alavés)                                    |
| 22 | MIG  | [[Fitxer:Flag of Spain.svg\|23x15px\|border \|alt=Espanya\|link=Selecció de futbol d'Espanya\|{{#if:\|]] | Raúl García (retirat)                                                     |
| —  | MIG  | [[Fitxer:Flag of Spain.svg\|23x15px\|border \|alt=Espanya\|link=Selecció de futbol d'Espanya\|{{#if:\|]] | Jon Morcillo (a l'Albacete Balompié, prèviament cedit a la SD Amorebieta) |
| —  | MIG  | [[Fitxer:Flag of Spain.svg\|23x15px\|border \|alt=Espanya\|link=Selecció de futbol d'Espanya\|{{#if:\|]] | Unai Vencedor (al Racing de Santander, prèviament cedit a la SD Eibar)    |
| —  | MIG  | [[Fitxer:Flag of Spain.svg\|23x15px\|border \|alt=Espanya\|link=Selecció de futbol d'Espanya\|{{#if:\|]] | Juan Artola (a la Cultural Leonesa, prèviament cedit a l'AD Alcorcón)     |
| —  | DEF  | [[Fitxer:Flag of Spain.svg\|23x15px\|border \|alt=Espanya\|link=Selecció de futbol d'Espanya\|{{#if:\|]] | Unai Núñez (al Celta de Vigo, prèviament cedit)                           |

## Reial Societat
| N. | Pos. | Nac. | Jugador                                         |
| -- | ---- | --- | ----------------------------------------------- |
| 9  | DAV  | [[Fitxer:Flag of Iceland.svg\|23x15px\|border \|alt=Islàndia\|link=Selecció de futbol d'Islàndia\|{{#if:\|]] | Orri Óskarsson (des del FC Copenhagen)          |
| 12 | DEF  | [[Fitxer:Flag of Spain.svg\|23x15px\|border \|alt=Espanya\|link=Selecció de futbol d'Espanya\|{{#if:\|]]     | Javi López (des del Deportivo Alavés)           |
| 17 | DEF  | [[Fitxer:Flag of Spain.svg\|23x15px\|border \|alt=Espanya\|link=Selecció de futbol d'Espanya\|{{#if:\|]]     | Sergio Gómez (des del Manchester City FC)       |
| 21 | DEF  | [[Fitxer:Flag of Morocco.svg\|23x15px\|border \|alt=Marroc\|link=Selecció de futbol del Marroc\|{{#if:\|]]   | Nayef Aguerd (cedit des del West Ham United FC) |
| 24 | MIG  | [[Fitxer:Flag of Croatia.svg\|23x15px\|border \|alt=Croàcia\|link=Selecció de futbol de Croàcia\|{{#if:\|]]  | Luka Sučić (des del RB Salzburg)                |

| N. | Pos. | Nac. | Jugador                                         |
| -- | ---- | --- | ----------------------------------------------- |
| 9  | DAV  | [[Fitxer:Flag of Iceland.svg\|23x15px\|border \|alt=Islàndia\|link=Selecció de futbol d'Islàndia\|{{#if:\|]] | Orri Óskarsson (des del FC Copenhagen)          |
| 12 | DEF  | [[Fitxer:Flag of Spain.svg\|23x15px\|border \|alt=Espanya\|link=Selecció de futbol d'Espanya\|{{#if:\|]]     | Javi López (des del Deportivo Alavés)           |
| 17 | DEF  | [[Fitxer:Flag of Spain.svg\|23x15px\|border \|alt=Espanya\|link=Selecció de futbol d'Espanya\|{{#if:\|]]     | Sergio Gómez (des del Manchester City FC)       |
| 21 | DEF  | [[Fitxer:Flag of Morocco.svg\|23x15px\|border \|alt=Marroc\|link=Selecció de futbol del Marroc\|{{#if:\|]]   | Nayef Aguerd (cedit des del West Ham United FC) |
| 24 | MIG  | [[Fitxer:Flag of Croatia.svg\|23x15px\|border \|alt=Croàcia\|link=Selecció de futbol de Croàcia\|{{#if:\|]]  | Luka Sučić (des del RB Salzburg)                |

| N. | Pos. | Nac. | Jugador                                                                        |
| -- | ---- | --- | ------------------------------------------------------------------------------ |
| 8  | MIG  | [[Fitxer:Flag of Spain.svg\|23x15px\|border \|alt=Espanya\|link=Selecció de futbol d'Espanya\|{{#if:\|]] | Mikel Merino (al Arsenal FC)                                                   |
| 9  | DAV  | [[Fitxer:Flag of Spain.svg\|23x15px\|border \|alt=Espanya\|link=Selecció de futbol d'Espanya\|{{#if:\|]] | Carlos Fernández (cedit al Cadis CF)                                           |
| 24 | DEF  | [[Fitxer:Flag of Spain.svg\|23x15px\|border \|alt=Espanya\|link=Selecció de futbol d'Espanya\|{{#if:\|]] | Robin Le Normand (a l'Atlètic de Madrid)                                       |
| —  | DAV  | [[Fitxer:Flag of Spain.svg\|23x15px\|border \|alt=Espanya\|link=Selecció de futbol d'Espanya\|{{#if:\|]] | Roberto López (al CD Leganés, prèviament cedit al CD Tenerife)                 |
| —  | MIG  | [[Fitxer:Flag of Spain.svg\|23x15px\|border \|alt=Espanya\|link=Selecció de futbol d'Espanya\|{{#if:\|]] | Álex Sola (al Getafe CF, prèviament cedit al Deportivo Alavés)                 |
| —  | DEF  | [[Fitxer:Flag of Spain.svg\|23x15px\|border \|alt=Espanya\|link=Selecció de futbol d'Espanya\|{{#if:\|]] | Diego Rico (al Getafe CF, prèviament cedit)                                    |
| —  | DAV  | [[Fitxer:Flag of Spain.svg\|23x15px\|border \|alt=Espanya\|link=Selecció de futbol d'Espanya\|{{#if:\|]] | Martín Merquelanz (a la SD Eibar)                                              |
| —  | DAV  | [[Fitxer:Flag of Spain.svg\|23x15px\|border \|alt=Espanya\|link=Selecció de futbol d'Espanya\|{{#if:\|]] | Jon Karrikaburu (cedit al Racing de Santander, prèviament cedit al FC Andorra) |
| —  | MIG  | [[Fitxer:Flag of Spain.svg\|23x15px\|border \|alt=Espanya\|link=Selecció de futbol d'Espanya\|{{#if:\|]] | Robert Navarro (al RCD Mallorca, prèviament cedit al Cadis CF)                 |

| N. | Pos. | Nac. | Jugador                                                                        |
| -- | ---- | --- | ------------------------------------------------------------------------------ |
| 8  | MIG  | [[Fitxer:Flag of Spain.svg\|23x15px\|border \|alt=Espanya\|link=Selecció de futbol d'Espanya\|{{#if:\|]] | Mikel Merino (al Arsenal FC)                                                   |
| 9  | DAV  | [[Fitxer:Flag of Spain.svg\|23x15px\|border \|alt=Espanya\|link=Selecció de futbol d'Espanya\|{{#if:\|]] | Carlos Fernández (cedit al Cadis CF)                                           |
| 24 | DEF  | [[Fitxer:Flag of Spain.svg\|23x15px\|border \|alt=Espanya\|link=Selecció de futbol d'Espanya\|{{#if:\|]] | Robin Le Normand (a l'Atlètic de Madrid)                                       |
| —  | DAV  | [[Fitxer:Flag of Spain.svg\|23x15px\|border \|alt=Espanya\|link=Selecció de futbol d'Espanya\|{{#if:\|]] | Roberto López (al CD Leganés, prèviament cedit al CD Tenerife)                 |
| —  | MIG  | [[Fitxer:Flag of Spain.svg\|23x15px\|border \|alt=Espanya\|link=Selecció de futbol d'Espanya\|{{#if:\|]] | Álex Sola (al Getafe CF, prèviament cedit al Deportivo Alavés)                 |
| —  | DEF  | [[Fitxer:Flag of Spain.svg\|23x15px\|border \|alt=Espanya\|link=Selecció de futbol d'Espanya\|{{#if:\|]] | Diego Rico (al Getafe CF, prèviament cedit)                                    |
| —  | DAV  | [[Fitxer:Flag of Spain.svg\|23x15px\|border \|alt=Espanya\|link=Selecció de futbol d'Espanya\|{{#if:\|]] | Martín Merquelanz (a la SD Eibar)                                              |
| —  | DAV  | [[Fitxer:Flag of Spain.svg\|23x15px\|border \|alt=Espanya\|link=Selecció de futbol d'Espanya\|{{#if:\|]] | Jon Karrikaburu (cedit al Racing de Santander, prèviament cedit al FC Andorra) |
| —  | MIG  | [[Fitxer:Flag of Spain.svg\|23x15px\|border \|alt=Espanya\|link=Selecció de futbol d'Espanya\|{{#if:\|]] | Robert Navarro (al RCD Mallorca, prèviament cedit al Cadis CF)                 |

## Reial Betis
| N. | Pos. | Nac. | Jugador                                             |
| -- | ---- | --- | --------------------------------------------------- |
| 3  | DEF  | [[Fitxer:Flag of Spain.svg\|23x15px\|border \|alt=Espanya\|link=Selecció de futbol d'Espanya\|{{#if:\|]]                        | Diego Llorente (des del Leeds United)               |
| 6  | DEF  | [[Fitxer:Flag of Brazil.svg\|23x15px\|border \|alt=Brasil\|link=Selecció de futbol del Brasil\|{{#if:\|]]                       | Natan (cedit des del SSC Napoli)                    |
| 8  | DAV  | [[Fitxer:Flag of Brazil.svg\|23x15px\|border \|alt=Brasil\|link=Selecció de futbol del Brasil\|{{#if:\|]]                       | Vitor Roque (cedit pel FC Barcelona)                |
| 12 | DEF  | [[Fitxer:Flag of Switzerland.svg\|23x16px\|border \|alt=Suïssa\|link=Selecció de futbol de Suïssa\|{{#if:\|]]                   | Ricardo Rodriguez (des del Torino FC)               |
| 13 | POR  | [[Fitxer:Flag of Spain.svg\|23x15px\|border \|alt=Espanya\|link=Selecció de futbol d'Espanya\|{{#if:\|]]                        | Adrián (des del Liverpool FC)                       |
| 15 | DEF  | [[Fitxer:Flag of France (1794–1815, 1830–1974).svg\|23x15px\|border \|alt=França\|link=Selecció de futbol de França\|{{#if:\|]] | Romain Perraud (des del Southampton FC)             |
| 19 | MIG  | [[Fitxer:Flag of Spain.svg\|23x15px\|border \|alt=Espanya\|link=Selecció de futbol d'Espanya\|{{#if:\|]]                        | Iker Losada (des del Racing de Ferrol)              |
| 20 | MIG  | [[Fitxer:Flag of Argentina.svg\|23x15px\|border \|alt=Argentina\|link=Selecció de futbol de l'Argentina\|{{#if:\|]]             | Giovani Lo Celso (des del Tottenham Hotspur FC)     |
| 21 | MIG  | [[Fitxer:Flag of Catalonia.svg\|23x15px\|border \|alt=Catalunya\|link=Selecció de futbol de Catalunya\|{{#if:\|]]               | Marc Roca (des del Leeds United, prèviament cedit)  |
| 28 | DEF  | [[Fitxer:Flag of Morocco.svg\|23x15px\|border \|alt=Marroc\|link=Selecció de futbol del Marroc\|{{#if:\|]]                      | Chadi Riad (des del FC Barcelona, prèviament cedit) |

| N. | Pos. | Nac. | Jugador                                             |
| -- | ---- | --- | --------------------------------------------------- |
| 3  | DEF  | [[Fitxer:Flag of Spain.svg\|23x15px\|border \|alt=Espanya\|link=Selecció de futbol d'Espanya\|{{#if:\|]]                        | Diego Llorente (des del Leeds United)               |
| 6  | DEF  | [[Fitxer:Flag of Brazil.svg\|23x15px\|border \|alt=Brasil\|link=Selecció de futbol del Brasil\|{{#if:\|]]                       | Natan (cedit des del SSC Napoli)                    |
| 8  | DAV  | [[Fitxer:Flag of Brazil.svg\|23x15px\|border \|alt=Brasil\|link=Selecció de futbol del Brasil\|{{#if:\|]]                       | Vitor Roque (cedit pel FC Barcelona)                |
| 12 | DEF  | [[Fitxer:Flag of Switzerland.svg\|23x16px\|border \|alt=Suïssa\|link=Selecció de futbol de Suïssa\|{{#if:\|]]                   | Ricardo Rodriguez (des del Torino FC)               |
| 13 | POR  | [[Fitxer:Flag of Spain.svg\|23x15px\|border \|alt=Espanya\|link=Selecció de futbol d'Espanya\|{{#if:\|]]                        | Adrián (des del Liverpool FC)                       |
| 15 | DEF  | [[Fitxer:Flag of France (1794–1815, 1830–1974).svg\|23x15px\|border \|alt=França\|link=Selecció de futbol de França\|{{#if:\|]] | Romain Perraud (des del Southampton FC)             |
| 19 | MIG  | [[Fitxer:Flag of Spain.svg\|23x15px\|border \|alt=Espanya\|link=Selecció de futbol d'Espanya\|{{#if:\|]]                        | Iker Losada (des del Racing de Ferrol)              |
| 20 | MIG  | [[Fitxer:Flag of Argentina.svg\|23x15px\|border \|alt=Argentina\|link=Selecció de futbol de l'Argentina\|{{#if:\|]]             | Giovani Lo Celso (des del Tottenham Hotspur FC)     |
| 21 | MIG  | [[Fitxer:Flag of Catalonia.svg\|23x15px\|border \|alt=Catalunya\|link=Selecció de futbol de Catalunya\|{{#if:\|]]               | Marc Roca (des del Leeds United, prèviament cedit)  |
| 28 | DEF  | [[Fitxer:Flag of Morocco.svg\|23x15px\|border \|alt=Marroc\|link=Selecció de futbol del Marroc\|{{#if:\|]]                      | Chadi Riad (des del FC Barcelona, prèviament cedit) |

| N. | Pos. | Nac. | Jugador                                                                       |
| -- | ---- | --- | ----------------------------------------------------------------------------- |
| 1  | POR  | [[Fitxer:Flag of Chile.svg\|23x15px\|border \|alt=Xile\|link=Selecció de futbol de Xile\|{{#if:\|]]                             | Claudio Bravo (retirat)                                                       |
| 3  | DEF  | [[Fitxer:Flag of Spain.svg\|23x15px\|border \|alt=Espanya\|link=Selecció de futbol d'Espanya\|{{#if:\|]]                        | Juan Miranda (al Bologna FC 1909)                                             |
| 5  | MIG  | [[Fitxer:Flag of Argentina.svg\|23x15px\|border \|alt=Argentina\|link=Selecció de futbol de l'Argentina\|{{#if:\|]]             | Guido Rodríguez (al West Ham United FC)                                       |
| 6  | DEF  | [[Fitxer:Flag of Argentina.svg\|23x15px\|border \|alt=Argentina\|link=Selecció de futbol de l'Argentina\|{{#if:\|]]             | Germán Pezzella (al River Plate)                                              |
| 8  | MIG  | [[Fitxer:Flag of France (1794–1815, 1830–1974).svg\|23x15px\|border \|alt=França\|link=Selecció de futbol de França\|{{#if:\|]] | Nabil Fekir (al Al Jazira)                                                    |
| 10 | DAV  | [[Fitxer:Flag of Spain.svg\|23x15px\|border \|alt=Espanya\|link=Selecció de futbol d'Espanya\|{{#if:\|]]                        | Ayoze Pérez (al Vila-real CF)                                                 |
| 12 | DAV  | [[Fitxer:Flag of Brazil.svg\|23x15px\|border \|alt=Brasil\|link=Selecció de futbol del Brasil\|{{#if:\|]]                       | Willian José (al FK Spartak Moscou)                                           |
| 19 | DEF  | [[Fitxer:Flag of Greece.svg\|23x15px\|border \|alt=Grècia\|link=Selecció de futbol de Grècia\|{{#if:\|]]                        | Sokratis Papastathopoulos (retirat)                                           |
| 20 | DEF  | [[Fitxer:Flag of Brazil.svg\|23x15px\|border \|alt=Brasil\|link=Selecció de futbol del Brasil\|{{#if:\|]]                       | Abner (al Olympique de Lió)                                                   |
| 28 | DEF  | [[Fitxer:Flag of Morocco.svg\|23x15px\|border \|alt=Marroc\|link=Selecció de futbol del Marroc\|{{#if:\|]]                      | Chadi Riad (al Crystal Palace FC)                                             |
| —  | MIG  | [[Fitxer:Flag of Spain.svg\|23x15px\|border \|alt=Espanya\|link=Selecció de futbol d'Espanya\|{{#if:\|]]                        | Rober González (al NEC Nijmegen, prèviament cedit)                            |
| —  | MIG  | [[Fitxer:Flag of Spain.svg\|23x15px\|border \|alt=Espanya\|link=Selecció de futbol d'Espanya\|{{#if:\|]]                        | Juan Cruz (al CD Leganés, prèviament cedit)                                   |
| —  | DAV  | [[Fitxer:Flag of Spain.svg\|23x15px\|border \|alt=Espanya\|link=Selecció de futbol d'Espanya\|{{#if:\|]]                        | Borja Iglesias (cedit al Celta de Vigo, prèviament cedit al Bayer Leverkusen) |
| —  | MIG  | [[Fitxer:Flag of Catalonia.svg\|23x15px\|border \|alt=Catalunya\|link=Selecció de futbol de Catalunya\|{{#if:\|]]               | Álex Collado (cedit al Al-Kholood, prèviament cedit al Al-Okhdood)            |

| N. | Pos. | Nac. | Jugador                                                                       |
| -- | ---- | --- | ----------------------------------------------------------------------------- |
| 1  | POR  | [[Fitxer:Flag of Chile.svg\|23x15px\|border \|alt=Xile\|link=Selecció de futbol de Xile\|{{#if:\|]]                             | Claudio Bravo (retirat)                                                       |
| 3  | DEF  | [[Fitxer:Flag of Spain.svg\|23x15px\|border \|alt=Espanya\|link=Selecció de futbol d'Espanya\|{{#if:\|]]                        | Juan Miranda (al Bologna FC 1909)                                             |
| 5  | MIG  | [[Fitxer:Flag of Argentina.svg\|23x15px\|border \|alt=Argentina\|link=Selecció de futbol de l'Argentina\|{{#if:\|]]             | Guido Rodríguez (al West Ham United FC)                                       |
| 6  | DEF  | [[Fitxer:Flag of Argentina.svg\|23x15px\|border \|alt=Argentina\|link=Selecció de futbol de l'Argentina\|{{#if:\|]]             | Germán Pezzella (al River Plate)                                              |
| 8  | MIG  | [[Fitxer:Flag of France (1794–1815, 1830–1974).svg\|23x15px\|border \|alt=França\|link=Selecció de futbol de França\|{{#if:\|]] | Nabil Fekir (al Al Jazira)                                                    |
| 10 | DAV  | [[Fitxer:Flag of Spain.svg\|23x15px\|border \|alt=Espanya\|link=Selecció de futbol d'Espanya\|{{#if:\|]]                        | Ayoze Pérez (al Vila-real CF)                                                 |
| 12 | DAV  | [[Fitxer:Flag of Brazil.svg\|23x15px\|border \|alt=Brasil\|link=Selecció de futbol del Brasil\|{{#if:\|]]                       | Willian José (al FK Spartak Moscou)                                           |
| 19 | DEF  | [[Fitxer:Flag of Greece.svg\|23x15px\|border \|alt=Grècia\|link=Selecció de futbol de Grècia\|{{#if:\|]]                        | Sokratis Papastathopoulos (retirat)                                           |
| 20 | DEF  | [[Fitxer:Flag of Brazil.svg\|23x15px\|border \|alt=Brasil\|link=Selecció de futbol del Brasil\|{{#if:\|]]                       | Abner (al Olympique de Lió)                                                   |
| 28 | DEF  | [[Fitxer:Flag of Morocco.svg\|23x15px\|border \|alt=Marroc\|link=Selecció de futbol del Marroc\|{{#if:\|]]                      | Chadi Riad (al Crystal Palace FC)                                             |
| —  | MIG  | [[Fitxer:Flag of Spain.svg\|23x15px\|border \|alt=Espanya\|link=Selecció de futbol d'Espanya\|{{#if:\|]]                        | Rober González (al NEC Nijmegen, prèviament cedit)                            |
| —  | MIG  | [[Fitxer:Flag of Spain.svg\|23x15px\|border \|alt=Espanya\|link=Selecció de futbol d'Espanya\|{{#if:\|]]                        | Juan Cruz (al CD Leganés, prèviament cedit)                                   |
| —  | DAV  | [[Fitxer:Flag of Spain.svg\|23x15px\|border \|alt=Espanya\|link=Selecció de futbol d'Espanya\|{{#if:\|]]                        | Borja Iglesias (cedit al Celta de Vigo, prèviament cedit al Bayer Leverkusen) |
| —  | MIG  | [[Fitxer:Flag of Catalonia.svg\|23x15px\|border \|alt=Catalunya\|link=Selecció de futbol de Catalunya\|{{#if:\|]]               | Álex Collado (cedit al Al-Kholood, prèviament cedit al Al-Okhdood)            |

## Vila-real
| N. | Pos. | Nac. | Jugador                                       |
| -- | ---- | --- | --------------------------------------------- |
| 1  | POR  | [[Fitxer:Flag of Brazil.svg\|23x15px\|border \|alt=Brasil\|link=Selecció de futbol del Brasil\|{{#if:\|]]                        | Luiz Júnior (des del FC Famalicão)            |
| 2  | DEF  | [[Fitxer:Flag of Cape Verde.svg\|23x15px\|border \|alt=Cap Verd\|link=Selecció de futbol de Cap Verd\|{{#if:\|]]                 | Logan Costa (des del Toulouse FC)             |
| 5  | DEF  | [[Fitxer:Flag of France (1794–1815, 1830–1974).svg\|23x15px\|border \|alt=França\|link=Selecció de futbol de França\|{{#if:\|]]  | Willy Kambwala (des del Manchester United FC) |
| 13 | POR  | [[Fitxer:Flag of Spain.svg\|23x15px\|border \|alt=Espanya\|link=Selecció de futbol d'Espanya\|{{#if:\|]]                         | Diego Conde (des del CD Leganés)              |
| 15 | DAV  | [[Fitxer:Flag of France (1794–1815, 1830–1974).svg\|23x15px\|border \|alt=França\|link=Selecció de futbol de França\|{{#if:\|]]  | Thierno Barry (des del FC Basel)              |
| 18 | MIG  | [[Fitxer:Flag of Senegal.svg\|23x15px\|border \|alt=Senegal\|link=Selecció de futbol del Senegal\|{{#if:\|]]                     | Pape Gueye (des del Olympique de Marsella)    |
| 19 | DAV  | [[Fitxer:Flag of Côte d'Ivoire.svg\|23x15px\|border \|alt=Costa d'Ivori\|link=Selecció de futbol de la Costa d'Ivori\|{{#if:\|]] | Nicolas Pépé (des del Trabzonspor)            |
| 22 | DAV  | [[Fitxer:Flag of Spain.svg\|23x15px\|border \|alt=Espanya\|link=Selecció de futbol d'Espanya\|{{#if:\|]]                         | Ayoze Pérez (des del Reial Betis)             |
| 23 | DEF  | [[Fitxer:Flag of Catalonia.svg\|23x15px\|border \|alt=Catalunya\|link=Selecció de futbol de Catalunya\|{{#if:\|]]                | Sergi Cardona (des del UD Las Palmas)         |

| N. | Pos. | Nac. | Jugador                                       |
| -- | ---- | --- | --------------------------------------------- |
| 1  | POR  | [[Fitxer:Flag of Brazil.svg\|23x15px\|border \|alt=Brasil\|link=Selecció de futbol del Brasil\|{{#if:\|]]                        | Luiz Júnior (des del FC Famalicão)            |
| 2  | DEF  | [[Fitxer:Flag of Cape Verde.svg\|23x15px\|border \|alt=Cap Verd\|link=Selecció de futbol de Cap Verd\|{{#if:\|]]                 | Logan Costa (des del Toulouse FC)             |
| 5  | DEF  | [[Fitxer:Flag of France (1794–1815, 1830–1974).svg\|23x15px\|border \|alt=França\|link=Selecció de futbol de França\|{{#if:\|]]  | Willy Kambwala (des del Manchester United FC) |
| 13 | POR  | [[Fitxer:Flag of Spain.svg\|23x15px\|border \|alt=Espanya\|link=Selecció de futbol d'Espanya\|{{#if:\|]]                         | Diego Conde (des del CD Leganés)              |
| 15 | DAV  | [[Fitxer:Flag of France (1794–1815, 1830–1974).svg\|23x15px\|border \|alt=França\|link=Selecció de futbol de França\|{{#if:\|]]  | Thierno Barry (des del FC Basel)              |
| 18 | MIG  | [[Fitxer:Flag of Senegal.svg\|23x15px\|border \|alt=Senegal\|link=Selecció de futbol del Senegal\|{{#if:\|]]                     | Pape Gueye (des del Olympique de Marsella)    |
| 19 | DAV  | [[Fitxer:Flag of Côte d'Ivoire.svg\|23x15px\|border \|alt=Costa d'Ivori\|link=Selecció de futbol de la Costa d'Ivori\|{{#if:\|]] | Nicolas Pépé (des del Trabzonspor)            |
| 22 | DAV  | [[Fitxer:Flag of Spain.svg\|23x15px\|border \|alt=Espanya\|link=Selecció de futbol d'Espanya\|{{#if:\|]]                         | Ayoze Pérez (des del Reial Betis)             |
| 23 | DEF  | [[Fitxer:Flag of Catalonia.svg\|23x15px\|border \|alt=Catalunya\|link=Selecció de futbol de Catalunya\|{{#if:\|]]                | Sergi Cardona (des del UD Las Palmas)         |

| N. | Pos. | Nac. | Jugador                                                                        |
| -- | ---- | --- | ------------------------------------------------------------------------------ |
| 1  | POR  | [[Fitxer:Flag of Spain.svg\|23x15px\|border \|alt=Espanya\|link=Selecció de futbol d'Espanya\|{{#if:\|]]                                       | Pepe Reina (al Como 1907)                                                      |
| 5  | DEF  | [[Fitxer:Flag of Spain.svg\|23x15px\|border \|alt=Espanya\|link=Selecció de futbol d'Espanya\|{{#if:\|]]                                       | Jorge Cuenca (al Fulham)                                                       |
| 6  | MIG  | [[Fitxer:Flag of France (1794–1815, 1830–1974).svg\|23x15px\|border \|alt=França\|link=Selecció de futbol de França\|{{#if:\|]]                | Étienne Capoue (alliberat)                                                     |
| 11 | DAV  | [[Fitxer:Flag of Norway.svg\|23x15px\|border \|alt=Noruega\|link=Selecció de futbol de Noruega\|{{#if:\|]]                                     | Alexander Sørloth (al Atlètic de Madrid)                                       |
| 13 | POR  | [[Fitxer:Flag of Denmark.svg\|23x15px\|border \|alt=Dinamarca\|link=Selecció de futbol de Dinamarca\|{{#if:\|]]                                | Filip Jörgensen (al Chelsea FC)                                                |
| 14 | MIG  | [[Fitxer:Flag of Spain.svg\|23x15px\|border \|alt=Espanya\|link=Selecció de futbol d'Espanya\|{{#if:\|]]                                       | Manu Trigueros (al Granada CF)                                                 |
| 15 | DAV  | [[Fitxer:Flag of Spain.svg\|23x15px\|border \|alt=Espanya\|link=Selecció de futbol d'Espanya\|{{#if:\|]]                                       | José Luis Morales (al Llevant UE)                                              |
| 18 | DEF  | [[Fitxer:Flag of Spain.svg\|23x15px\|border \|alt=Espanya\|link=Selecció de futbol d'Espanya\|{{#if:\|]]                                       | Alberto Moreno (al Como 1907)                                                  |
| 19 | MIG  | [[Fitxer:Flag of France (1794–1815, 1830–1974).svg\|23x15px\|border \|alt=França\|link=Selecció de futbol de França\|{{#if:\|]]                | Francis Coquelin (alliberat)                                                   |
| 23 | DEF  | [[Fitxer:Flag of Algeria.svg\|23x15px\|border \|alt=Algèria\|link=Selecció de futbol d'Algèria\|{{#if:\|]]                                     | Aïssa Mandi (al Lille OSC)                                                     |
| 25 | MIG  | [[Fitxer:Flag of Burkina Faso.svg\|23x15px\|border \|alt=Burkina Faso\|link=Selecció de futbol de Burkina Faso\|{{#if:\|]]                     | Bertrand Traoré (al AFC Ajax)                                                  |
| 26 | DEF  | [[Fitxer:Flag of Catalonia.svg\|23x15px\|border \|alt=Catalunya\|link=Selecció de futbol de Catalunya\|{{#if:\|]]                              | Adrià Altimira (cedit al CD Leganés)                                           |
| 30 | DAV  | [[Fitxer:Flag of Spain.svg\|23x15px\|border \|alt=Espanya\|link=Selecció de futbol d'Espanya\|{{#if:\|]]                                       | Jorge Pascual (cedit a la SD Eibar)                                            |
| 37 | DEF  | [[Fitxer:Flag of the Valencian Community (2x3).svg\|23x15px\|border \|alt=País Valencià\|link=Selecció de futbol del País Valencià\|{{#if:\|]] | Carlos Romero (cedit al RCD Espanyol)                                          |
| —  | DEF  | [[Fitxer:Flag of Colombia.svg\|23x15px\|border \|alt=Colòmbia\|link=Selecció de futbol de Colòmbia\|{{#if:\|]]                                 | Johan Mojica (al RCD Mallorca, prèviament cedit al CA Osasuna)                 |
| —  | DAV  | [[Fitxer:Flag of Chile.svg\|23x15px\|border \|alt=Xile\|link=Selecció de futbol de Xile\|{{#if:\|]]                                            | Ben Brereton Díaz (al Southampton FC, prèviament cedit al Sheffield United FC) |
| —  | DAV  | [[Fitxer:Flag of Uruguay.svg\|23x15px\|border \|alt=Uruguai\|link=Selecció de futbol de l'Uruguai\|{{#if:\|]]                                  | Andrés Ferrari (cedit al Sint-Truiden)                                         |
| —  | DAV  | [[Fitxer:Flag of the Netherlands.svg\|23x15px\|border \|alt=Països Baixos\|link=Selecció de futbol dels Països Baixos\|{{#if:\|]]              | Arnaut Danjuma (cedit al Girona FC, prèviament cedit al Everton FC)            |

| N. | Pos. | Nac. | Jugador                                                                        |
| -- | ---- | --- | ------------------------------------------------------------------------------ |
| 1  | POR  | [[Fitxer:Flag of Spain.svg\|23x15px\|border \|alt=Espanya\|link=Selecció de futbol d'Espanya\|{{#if:\|]]                                       | Pepe Reina (al Como 1907)                                                      |
| 5  | DEF  | [[Fitxer:Flag of Spain.svg\|23x15px\|border \|alt=Espanya\|link=Selecció de futbol d'Espanya\|{{#if:\|]]                                       | Jorge Cuenca (al Fulham)                                                       |
| 6  | MIG  | [[Fitxer:Flag of France (1794–1815, 1830–1974).svg\|23x15px\|border \|alt=França\|link=Selecció de futbol de França\|{{#if:\|]]                | Étienne Capoue (alliberat)                                                     |
| 11 | DAV  | [[Fitxer:Flag of Norway.svg\|23x15px\|border \|alt=Noruega\|link=Selecció de futbol de Noruega\|{{#if:\|]]                                     | Alexander Sørloth (al Atlètic de Madrid)                                       |
| 13 | POR  | [[Fitxer:Flag of Denmark.svg\|23x15px\|border \|alt=Dinamarca\|link=Selecció de futbol de Dinamarca\|{{#if:\|]]                                | Filip Jörgensen (al Chelsea FC)                                                |
| 14 | MIG  | [[Fitxer:Flag of Spain.svg\|23x15px\|border \|alt=Espanya\|link=Selecció de futbol d'Espanya\|{{#if:\|]]                                       | Manu Trigueros (al Granada CF)                                                 |
| 15 | DAV  | [[Fitxer:Flag of Spain.svg\|23x15px\|border \|alt=Espanya\|link=Selecció de futbol d'Espanya\|{{#if:\|]]                                       | José Luis Morales (al Llevant UE)                                              |
| 18 | DEF  | [[Fitxer:Flag of Spain.svg\|23x15px\|border \|alt=Espanya\|link=Selecció de futbol d'Espanya\|{{#if:\|]]                                       | Alberto Moreno (al Como 1907)                                                  |
| 19 | MIG  | [[Fitxer:Flag of France (1794–1815, 1830–1974).svg\|23x15px\|border \|alt=França\|link=Selecció de futbol de França\|{{#if:\|]]                | Francis Coquelin (alliberat)                                                   |
| 23 | DEF  | [[Fitxer:Flag of Algeria.svg\|23x15px\|border \|alt=Algèria\|link=Selecció de futbol d'Algèria\|{{#if:\|]]                                     | Aïssa Mandi (al Lille OSC)                                                     |
| 25 | MIG  | [[Fitxer:Flag of Burkina Faso.svg\|23x15px\|border \|alt=Burkina Faso\|link=Selecció de futbol de Burkina Faso\|{{#if:\|]]                     | Bertrand Traoré (al AFC Ajax)                                                  |
| 26 | DEF  | [[Fitxer:Flag of Catalonia.svg\|23x15px\|border \|alt=Catalunya\|link=Selecció de futbol de Catalunya\|{{#if:\|]]                              | Adrià Altimira (cedit al CD Leganés)                                           |
| 30 | DAV  | [[Fitxer:Flag of Spain.svg\|23x15px\|border \|alt=Espanya\|link=Selecció de futbol d'Espanya\|{{#if:\|]]                                       | Jorge Pascual (cedit a la SD Eibar)                                            |
| 37 | DEF  | [[Fitxer:Flag of the Valencian Community (2x3).svg\|23x15px\|border \|alt=País Valencià\|link=Selecció de futbol del País Valencià\|{{#if:\|]] | Carlos Romero (cedit al RCD Espanyol)                                          |
| —  | DEF  | [[Fitxer:Flag of Colombia.svg\|23x15px\|border \|alt=Colòmbia\|link=Selecció de futbol de Colòmbia\|{{#if:\|]]                                 | Johan Mojica (al RCD Mallorca, prèviament cedit al CA Osasuna)                 |
| —  | DAV  | [[Fitxer:Flag of Chile.svg\|23x15px\|border \|alt=Xile\|link=Selecció de futbol de Xile\|{{#if:\|]]                                            | Ben Brereton Díaz (al Southampton FC, prèviament cedit al Sheffield United FC) |
| —  | DAV  | [[Fitxer:Flag of Uruguay.svg\|23x15px\|border \|alt=Uruguai\|link=Selecció de futbol de l'Uruguai\|{{#if:\|]]                                  | Andrés Ferrari (cedit al Sint-Truiden)                                         |
| —  | DAV  | [[Fitxer:Flag of the Netherlands.svg\|23x15px\|border \|alt=Països Baixos\|link=Selecció de futbol dels Països Baixos\|{{#if:\|]]              | Arnaut Danjuma (cedit al Girona FC, prèviament cedit al Everton FC)            |

## València
| N. | Pos. | Nac. | Jugador                                             |
| -- | ---- | --- | --------------------------------------------------- |
| 2  | DEF  | [[Fitxer:Flag of Belgium (civil).svg\|23x15px\|border \|alt=Bèlgica\|link=Selecció de futbol de Bèlgica\|{{#if:\|]]              | Maximiliano Caufriez (cedit des del Clermont)       |
| 5  | MIG  | [[Fitxer:Flag of Argentina.svg\|23x15px\|border \|alt=Argentina\|link=Selecció de futbol de l'Argentina\|{{#if:\|]]              | Enzo Barrenechea (cedit des del Aston Villa FC)     |
| 11 | DAV  | [[Fitxer:Flag of Spain.svg\|23x15px\|border \|alt=Espanya\|link=Selecció de futbol d'Espanya\|{{#if:\|]]                         | Rafa Mir (cedit pel Sevilla FC)                     |
| 13 | POR  | [[Fitxer:Flag of North Macedonia.svg\|23x15px\|border \|alt=Macedònia del Nord\|link=Selecció de futbol de Macedònia\|{{#if:\|]] | Stole Dimitrievski (des del Rayo Vallecano)         |
| 17 | DAV  | [[Fitxer:Flag of Spain.svg\|23x15px\|border \|alt=Espanya\|link=Selecció de futbol d'Espanya\|{{#if:\|]]                         | Dani Gómez (cedit pel Llevant UE)                   |
| 22 | MIG  | [[Fitxer:Flag of Spain.svg\|23x15px\|border \|alt=Espanya\|link=Selecció de futbol d'Espanya\|{{#if:\|]]                         | Luis Rioja (des del Deportivo Alavés)               |
| 25 | POR  | [[Fitxer:Flag of Georgia.svg\|23x15px\|border \|alt=Geòrgia\|link=Selecció de futbol de Geòrgia\|{{#if:\|]]                      | Guiorgui Mamardaixvili (cedit des del Liverpool FC) |
| 30 | DAV  | [[Fitxer:Flag of Spain.svg\|23x15px\|border \|alt=Espanya\|link=Selecció de futbol d'Espanya\|{{#if:\|]]                         | Germán Valera (des de l'Atlètic de Madrid)          |

| N. | Pos. | Nac. | Jugador                                             |
| -- | ---- | --- | --------------------------------------------------- |
| 2  | DEF  | [[Fitxer:Flag of Belgium (civil).svg\|23x15px\|border \|alt=Bèlgica\|link=Selecció de futbol de Bèlgica\|{{#if:\|]]              | Maximiliano Caufriez (cedit des del Clermont)       |
| 5  | MIG  | [[Fitxer:Flag of Argentina.svg\|23x15px\|border \|alt=Argentina\|link=Selecció de futbol de l'Argentina\|{{#if:\|]]              | Enzo Barrenechea (cedit des del Aston Villa FC)     |
| 11 | DAV  | [[Fitxer:Flag of Spain.svg\|23x15px\|border \|alt=Espanya\|link=Selecció de futbol d'Espanya\|{{#if:\|]]                         | Rafa Mir (cedit pel Sevilla FC)                     |
| 13 | POR  | [[Fitxer:Flag of North Macedonia.svg\|23x15px\|border \|alt=Macedònia del Nord\|link=Selecció de futbol de Macedònia\|{{#if:\|]] | Stole Dimitrievski (des del Rayo Vallecano)         |
| 17 | DAV  | [[Fitxer:Flag of Spain.svg\|23x15px\|border \|alt=Espanya\|link=Selecció de futbol d'Espanya\|{{#if:\|]]                         | Dani Gómez (cedit pel Llevant UE)                   |
| 22 | MIG  | [[Fitxer:Flag of Spain.svg\|23x15px\|border \|alt=Espanya\|link=Selecció de futbol d'Espanya\|{{#if:\|]]                         | Luis Rioja (des del Deportivo Alavés)               |
| 25 | POR  | [[Fitxer:Flag of Georgia.svg\|23x15px\|border \|alt=Geòrgia\|link=Selecció de futbol de Geòrgia\|{{#if:\|]]                      | Guiorgui Mamardaixvili (cedit des del Liverpool FC) |
| 30 | DAV  | [[Fitxer:Flag of Spain.svg\|23x15px\|border \|alt=Espanya\|link=Selecció de futbol d'Espanya\|{{#if:\|]]                         | Germán Valera (des de l'Atlètic de Madrid)          |

| N. | Pos. | Nac. | Jugador                                                                        |
| -- | ---- | --- | ------------------------------------------------------------------------------ |
| 11 | DAV  | [[Fitxer:Flag of the Dominican Republic.svg\|23x15px\|border \|alt=República Dominicana\|link=Selecció de futbol de República Dominicana\|{{#if:\|]] | Peter Federico (retorn de la cessió al Reial Madrid B, després al Getafe CF)   |
| 13 | POR  | [[Fitxer:Flag of Spain.svg\|23x15px\|border \|alt=Espanya\|link=Selecció de futbol d'Espanya\|{{#if:\|]]                                             | Cristian Rivero (cedit a l'Albacete Balompié)                                  |
| 15 | DEF  | [[Fitxer:Flag of Turkey.svg\|23x15px\|border \|alt=Turquia\|link=Selecció de futbol de Turquia\|{{#if:\|]]                                           | Cenk Özkacar (cedit al Reial Valladolid)                                       |
| 17 | DAV  | [[Fitxer:Flag of Ukraine.svg\|23x15px\|border \|alt=Ucraïna\|link=Selecció de futbol d'Ucraïna\|{{#if:\|]]                                           | Roman Yaremchuk (retorn de la cessió al Club Brugge, després al Olympiakos FC) |
| 19 | DAV  | [[Fitxer:Flag of Spain.svg\|23x15px\|border \|alt=Espanya\|link=Selecció de futbol d'Espanya\|{{#if:\|]]                                             | Alberto Marí (cedit al Reial Saragossa)                                        |
| 25 | POR  | [[Fitxer:Flag of Georgia.svg\|23x15px\|border \|alt=Geòrgia\|link=Selecció de futbol de Geòrgia\|{{#if:\|]]                                          | Guiorgui Mamardaixvili (al Liverpool FC)                                       |
| —  | DEF  | [[Fitxer:Flag of Switzerland.svg\|23x16px\|border \|alt=Suïssa\|link=Selecció de futbol de Suïssa\|{{#if:\|]]                                        | Eray Cömert (cedit al Reial Valladolid, prèviament cedit al FC Nantes)         |

| N. | Pos. | Nac. | Jugador                                                                        |
| -- | ---- | --- | ------------------------------------------------------------------------------ |
| 11 | DAV  | [[Fitxer:Flag of the Dominican Republic.svg\|23x15px\|border \|alt=República Dominicana\|link=Selecció de futbol de República Dominicana\|{{#if:\|]] | Peter Federico (retorn de la cessió al Reial Madrid B, després al Getafe CF)   |
| 13 | POR  | [[Fitxer:Flag of Spain.svg\|23x15px\|border \|alt=Espanya\|link=Selecció de futbol d'Espanya\|{{#if:\|]]                                             | Cristian Rivero (cedit a l'Albacete Balompié)                                  |
| 15 | DEF  | [[Fitxer:Flag of Turkey.svg\|23x15px\|border \|alt=Turquia\|link=Selecció de futbol de Turquia\|{{#if:\|]]                                           | Cenk Özkacar (cedit al Reial Valladolid)                                       |
| 17 | DAV  | [[Fitxer:Flag of Ukraine.svg\|23x15px\|border \|alt=Ucraïna\|link=Selecció de futbol d'Ucraïna\|{{#if:\|]]                                           | Roman Yaremchuk (retorn de la cessió al Club Brugge, després al Olympiakos FC) |
| 19 | DAV  | [[Fitxer:Flag of Spain.svg\|23x15px\|border \|alt=Espanya\|link=Selecció de futbol d'Espanya\|{{#if:\|]]                                             | Alberto Marí (cedit al Reial Saragossa)                                        |
| 25 | POR  | [[Fitxer:Flag of Georgia.svg\|23x15px\|border \|alt=Geòrgia\|link=Selecció de futbol de Geòrgia\|{{#if:\|]]                                          | Guiorgui Mamardaixvili (al Liverpool FC)                                       |
| —  | DEF  | [[Fitxer:Flag of Switzerland.svg\|23x16px\|border \|alt=Suïssa\|link=Selecció de futbol de Suïssa\|{{#if:\|]]                                        | Eray Cömert (cedit al Reial Valladolid, prèviament cedit al FC Nantes)         |

## Alavés
| N. | Pos. | Nac. | Jugador                                       |
| -- | ---- | --- | --------------------------------------------- |
| 3  | DEF  | [[Fitxer:Flag of Spain.svg\|23x15px\|border \|alt=Espanya\|link=Selecció de futbol d'Espanya\|{{#if:\|]]            | Manu Sánchez (cedit pel Celta de Vigo)        |
| 9  | DAV  | [[Fitxer:Flag of Spain.svg\|23x15px\|border \|alt=Espanya\|link=Selecció de futbol d'Espanya\|{{#if:\|]]            | Asier Villalibre (des de l'Athletic Club)     |
| 10 | MIG  | [[Fitxer:Flag of Argentina.svg\|23x15px\|border \|alt=Argentina\|link=Selecció de futbol de l'Argentina\|{{#if:\|]] | Tomás Conechny (des del Godoy Cruz)           |
| 11 | DAV  | [[Fitxer:Flag of Spain.svg\|23x15px\|border \|alt=Espanya\|link=Selecció de futbol d'Espanya\|{{#if:\|]]            | Toni Martínez (des del FC Porto)              |
| 12 | DEF  | [[Fitxer:Flag of Uruguay.svg\|23x15px\|border \|alt=Uruguai\|link=Selecció de futbol de l'Uruguai\|{{#if:\|]]       | Santiago Mouriño (des de l'Atlètic de Madrid) |
| 15 | DAV  | [[Fitxer:Flag of Spain.svg\|23x15px\|border \|alt=Espanya\|link=Selecció de futbol d'Espanya\|{{#if:\|]]            | Carlos Martín (cedit per l'Atlètic de Madrid) |
| 16 | DEF  | [[Fitxer:Flag of Spain.svg\|23x15px\|border \|alt=Espanya\|link=Selecció de futbol d'Espanya\|{{#if:\|]]            | Hugo Novoa (des del RB Leipzig)               |
| 19 | DAV  | [[Fitxer:Flag of Spain.svg\|23x15px\|border \|alt=Espanya\|link=Selecció de futbol d'Espanya\|{{#if:\|]]            | Stoichkov (des de la SD Eibar)                |
| 20 | MIG  | [[Fitxer:Flag of Argentina.svg\|23x15px\|border \|alt=Argentina\|link=Selecció de futbol de l'Argentina\|{{#if:\|]] | Luka Romero (cedit des del AC Milan)          |
| 22 | DEF  | [[Fitxer:Flag of Mali.svg\|23x15px\|border \|alt=Mali\|link=Selecció de futbol de Mali\|{{#if:\|]]                  | Moussa Diarra (des del Toulouse FC)           |
| 25 | MIG  | [[Fitxer:Flag of Spain.svg\|23x15px\|border \|alt=Espanya\|link=Selecció de futbol d'Espanya\|{{#if:\|]]            | Joan Jordán (cedit pel Sevilla FC)            |

| N. | Pos. | Nac. | Jugador                                       |
| -- | ---- | --- | --------------------------------------------- |
| 3  | DEF  | [[Fitxer:Flag of Spain.svg\|23x15px\|border \|alt=Espanya\|link=Selecció de futbol d'Espanya\|{{#if:\|]]            | Manu Sánchez (cedit pel Celta de Vigo)        |
| 9  | DAV  | [[Fitxer:Flag of Spain.svg\|23x15px\|border \|alt=Espanya\|link=Selecció de futbol d'Espanya\|{{#if:\|]]            | Asier Villalibre (des de l'Athletic Club)     |
| 10 | MIG  | [[Fitxer:Flag of Argentina.svg\|23x15px\|border \|alt=Argentina\|link=Selecció de futbol de l'Argentina\|{{#if:\|]] | Tomás Conechny (des del Godoy Cruz)           |
| 11 | DAV  | [[Fitxer:Flag of Spain.svg\|23x15px\|border \|alt=Espanya\|link=Selecció de futbol d'Espanya\|{{#if:\|]]            | Toni Martínez (des del FC Porto)              |
| 12 | DEF  | [[Fitxer:Flag of Uruguay.svg\|23x15px\|border \|alt=Uruguai\|link=Selecció de futbol de l'Uruguai\|{{#if:\|]]       | Santiago Mouriño (des de l'Atlètic de Madrid) |
| 15 | DAV  | [[Fitxer:Flag of Spain.svg\|23x15px\|border \|alt=Espanya\|link=Selecció de futbol d'Espanya\|{{#if:\|]]            | Carlos Martín (cedit per l'Atlètic de Madrid) |
| 16 | DEF  | [[Fitxer:Flag of Spain.svg\|23x15px\|border \|alt=Espanya\|link=Selecció de futbol d'Espanya\|{{#if:\|]]            | Hugo Novoa (des del RB Leipzig)               |
| 19 | DAV  | [[Fitxer:Flag of Spain.svg\|23x15px\|border \|alt=Espanya\|link=Selecció de futbol d'Espanya\|{{#if:\|]]            | Stoichkov (des de la SD Eibar)                |
| 20 | MIG  | [[Fitxer:Flag of Argentina.svg\|23x15px\|border \|alt=Argentina\|link=Selecció de futbol de l'Argentina\|{{#if:\|]] | Luka Romero (cedit des del AC Milan)          |
| 22 | DEF  | [[Fitxer:Flag of Mali.svg\|23x15px\|border \|alt=Mali\|link=Selecció de futbol de Mali\|{{#if:\|]]                  | Moussa Diarra (des del Toulouse FC)           |
| 25 | MIG  | [[Fitxer:Flag of Spain.svg\|23x15px\|border \|alt=Espanya\|link=Selecció de futbol d'Espanya\|{{#if:\|]]            | Joan Jordán (cedit pel Sevilla FC)            |

| N. | Pos. | Nac. | Jugador                                                                         |
| -- | ---- | --- | ------------------------------------------------------------------------------- |
| 2  | DEF  | [[Fitxer:Flag of Spain.svg\|23x15px\|border \|alt=Espanya\|link=Selecció de futbol d'Espanya\|{{#if:\|]]                                  | Andoni Gorosabel (al Athletic Club)                                             |
| 3  | DEF  | [[Fitxer:Flag of Spain.svg\|23x15px\|border \|alt=Espanya\|link=Selecció de futbol d'Espanya\|{{#if:\|]]                                  | Rubén Duarte (al Pumas UNAM)                                                    |
| 7  | MIG  | [[Fitxer:Flag of Spain.svg\|23x15px\|border \|alt=Espanya\|link=Selecció de futbol d'Espanya\|{{#if:\|]]                                  | Álex Sola (retorn de la cessió a la Reial Societat, després al Getafe CF)       |
| 11 | MIG  | [[Fitxer:Flag of Spain.svg\|23x15px\|border \|alt=Espanya\|link=Selecció de futbol d'Espanya\|{{#if:\|]]                                  | Luis Rioja (al València CF)                                                     |
| 16 | DEF  | [[Fitxer:Flag of Spain.svg\|23x15px\|border \|alt=Espanya\|link=Selecció de futbol d'Espanya\|{{#if:\|]]                                  | Rafa Marín (retorn de la cessió al Reial Madrid, després al SSC Napoli)         |
| 17 | MIG  | [[Fitxer:Flag of Spain.svg\|23x15px\|border \|alt=Espanya\|link=Selecció de futbol d'Espanya\|{{#if:\|]]                                  | Xeber Alkain (a la SD Eibar)                                                    |
| 27 | DEF  | [[Fitxer:Flag of Spain.svg\|23x15px\|border \|alt=Espanya\|link=Selecció de futbol d'Espanya\|{{#if:\|]]                                  | Javi López (a la Reial Societat)                                                |
| 32 | DAV  | [[Fitxer:Flag of Spain.svg\|23x15px\|border \|alt=Espanya\|link=Selecció de futbol d'Espanya\|{{#if:\|]]                                  | Samu Omorodion (retorn de la cessió a l'Atlètic de Madrid, després al FC Porto) |
| 42 | DEF  | [[Fitxer:Flag of Spain.svg\|23x15px\|border \|alt=Espanya\|link=Selecció de futbol d'Espanya\|{{#if:\|]]                                  | Unai Ropero (cedit al CE Eldenc)                                                |
| —  | DAV  | [[Fitxer:Flag of Spain.svg\|23x15px\|border \|alt=Espanya\|link=Selecció de futbol d'Espanya\|{{#if:\|]]                                  | Miguel de la Fuente (al CD Leganés, prèviament cedit)                           |
| —  | MIG  | [[Fitxer:Flag of Equatorial Guinea.svg\|23x15px\|border \|alt=Guinea Equatorial\|link=Selecció de futbol de Guinea Equatorial\|{{#if:\|]] | Álex Balboa (al Almere City, prèviament cedit a la SD Huesca)                   |
| —  | DAV  | [[Fitxer:Flag of Spain.svg\|23x15px\|border \|alt=Espanya\|link=Selecció de futbol d'Espanya\|{{#if:\|]]                                  | Alan Godoy (al CE Eldenc, prèviament cedit al Gimnàstic)                        |
| —  | DEF  | [[Fitxer:Flag of Serbia.svg\|23x15px\|border \|alt=Sèrbia\|link=Selecció de futbol de Sèrbia\|{{#if:\|]]                                  | Nikola Maraš (cedit al Sporting de Gijón, prèviament cedit al Llevant UE)       |

| N. | Pos. | Nac. | Jugador                                                                         |
| -- | ---- | --- | ------------------------------------------------------------------------------- |
| 2  | DEF  | [[Fitxer:Flag of Spain.svg\|23x15px\|border \|alt=Espanya\|link=Selecció de futbol d'Espanya\|{{#if:\|]]                                  | Andoni Gorosabel (al Athletic Club)                                             |
| 3  | DEF  | [[Fitxer:Flag of Spain.svg\|23x15px\|border \|alt=Espanya\|link=Selecció de futbol d'Espanya\|{{#if:\|]]                                  | Rubén Duarte (al Pumas UNAM)                                                    |
| 7  | MIG  | [[Fitxer:Flag of Spain.svg\|23x15px\|border \|alt=Espanya\|link=Selecció de futbol d'Espanya\|{{#if:\|]]                                  | Álex Sola (retorn de la cessió a la Reial Societat, després al Getafe CF)       |
| 11 | MIG  | [[Fitxer:Flag of Spain.svg\|23x15px\|border \|alt=Espanya\|link=Selecció de futbol d'Espanya\|{{#if:\|]]                                  | Luis Rioja (al València CF)                                                     |
| 16 | DEF  | [[Fitxer:Flag of Spain.svg\|23x15px\|border \|alt=Espanya\|link=Selecció de futbol d'Espanya\|{{#if:\|]]                                  | Rafa Marín (retorn de la cessió al Reial Madrid, després al SSC Napoli)         |
| 17 | MIG  | [[Fitxer:Flag of Spain.svg\|23x15px\|border \|alt=Espanya\|link=Selecció de futbol d'Espanya\|{{#if:\|]]                                  | Xeber Alkain (a la SD Eibar)                                                    |
| 27 | DEF  | [[Fitxer:Flag of Spain.svg\|23x15px\|border \|alt=Espanya\|link=Selecció de futbol d'Espanya\|{{#if:\|]]                                  | Javi López (a la Reial Societat)                                                |
| 32 | DAV  | [[Fitxer:Flag of Spain.svg\|23x15px\|border \|alt=Espanya\|link=Selecció de futbol d'Espanya\|{{#if:\|]]                                  | Samu Omorodion (retorn de la cessió a l'Atlètic de Madrid, després al FC Porto) |
| 42 | DEF  | [[Fitxer:Flag of Spain.svg\|23x15px\|border \|alt=Espanya\|link=Selecció de futbol d'Espanya\|{{#if:\|]]                                  | Unai Ropero (cedit al CE Eldenc)                                                |
| —  | DAV  | [[Fitxer:Flag of Spain.svg\|23x15px\|border \|alt=Espanya\|link=Selecció de futbol d'Espanya\|{{#if:\|]]                                  | Miguel de la Fuente (al CD Leganés, prèviament cedit)                           |
| —  | MIG  | [[Fitxer:Flag of Equatorial Guinea.svg\|23x15px\|border \|alt=Guinea Equatorial\|link=Selecció de futbol de Guinea Equatorial\|{{#if:\|]] | Álex Balboa (al Almere City, prèviament cedit a la SD Huesca)                   |
| —  | DAV  | [[Fitxer:Flag of Spain.svg\|23x15px\|border \|alt=Espanya\|link=Selecció de futbol d'Espanya\|{{#if:\|]]                                  | Alan Godoy (al CE Eldenc, prèviament cedit al Gimnàstic)                        |
| —  | DEF  | [[Fitxer:Flag of Serbia.svg\|23x15px\|border \|alt=Sèrbia\|link=Selecció de futbol de Sèrbia\|{{#if:\|]]                                  | Nikola Maraš (cedit al Sporting de Gijón, prèviament cedit al Llevant UE)       |

## CA Osasuna
| N. | Pos. | Nac. | Jugador                                        |
| -- | ---- | --- | ---------------------------------------------- |
| 19 | MIG  | [[Fitxer:Flag of Spain.svg\|23x15px\|border \|alt=Espanya\|link=Selecció de futbol d'Espanya\|{{#if:\|]]      | Bryan Zaragoza (cedit des del Bayern de Múnic) |
| 22 | DEF  | [[Fitxer:Flag of Cameroon.svg\|23x15px\|border \|alt=Camerun\|link=Selecció de futbol del Camerun\|{{#if:\|]] | Enzo Boyomo (des del Reial Valladolid)         |
| 23 | DEF  | [[Fitxer:Flag of Spain.svg\|23x15px\|border \|alt=Espanya\|link=Selecció de futbol d'Espanya\|{{#if:\|]]      | Abel Bretones (des del Reial Oviedo)           |

| N. | Pos. | Nac. | Jugador                                        |
| -- | ---- | --- | ---------------------------------------------- |
| 19 | MIG  | [[Fitxer:Flag of Spain.svg\|23x15px\|border \|alt=Espanya\|link=Selecció de futbol d'Espanya\|{{#if:\|]]      | Bryan Zaragoza (cedit des del Bayern de Múnic) |
| 22 | DEF  | [[Fitxer:Flag of Cameroon.svg\|23x15px\|border \|alt=Camerun\|link=Selecció de futbol del Camerun\|{{#if:\|]] | Enzo Boyomo (des del Reial Valladolid)         |
| 23 | DEF  | [[Fitxer:Flag of Spain.svg\|23x15px\|border \|alt=Espanya\|link=Selecció de futbol d'Espanya\|{{#if:\|]]      | Abel Bretones (des del Reial Oviedo)           |

| N. | Pos. | Nac. | Jugador                                                                     |
| -- | ---- | --- | --------------------------------------------------------------------------- |
| 5  | DEF  | [[Fitxer:Flag of Spain.svg\|23x15px\|border \|alt=Espanya\|link=Selecció de futbol d'Espanya\|{{#if:\|]]       | David García (a l'Al-Rayyan )                                               |
| 22 | DEF  | [[Fitxer:Flag of Colombia.svg\|23x15px\|border \|alt=Colòmbia\|link=Selecció de futbol de Colòmbia\|{{#if:\|]] | Johan Mojica (retorn de la cessió al Vila-real CF, després al RCD Mallorca) |

| N. | Pos. | Nac. | Jugador                                                                     |
| -- | ---- | --- | --------------------------------------------------------------------------- |
| 5  | DEF  | [[Fitxer:Flag of Spain.svg\|23x15px\|border \|alt=Espanya\|link=Selecció de futbol d'Espanya\|{{#if:\|]]       | David García (a l'Al-Rayyan )                                               |
| 22 | DEF  | [[Fitxer:Flag of Colombia.svg\|23x15px\|border \|alt=Colòmbia\|link=Selecció de futbol de Colòmbia\|{{#if:\|]] | Johan Mojica (retorn de la cessió al Vila-real CF, després al RCD Mallorca) |

## Getafe CF
| N. | Pos. | Nac. | Jugador                                   |
| -- | ---- | --- | ----------------------------------------- |
| 1  | POR  | [[Fitxer:Flag of the Czech Republic.svg\|23x15px\|border \|alt=Txèquia\|link=Selecció de futbol de la República Txeca\|{{#if:\|]]                    | Jiří Letáček (des del Baník Ostrava)      |
| 4  | DEF  | [[Fitxer:Flag of Spain.svg\|23x15px\|border \|alt=Espanya\|link=Selecció de futbol d'Espanya\|{{#if:\|]]                                             | Juan Berrocal (des de la SD Eibar)        |
| 6  | MIG  | [[Fitxer:Flag of Nigeria.svg\|23x15px\|border \|alt=Nigèria\|link=Selecció de futbol de Nigèria\|{{#if:\|]]                                          | Christantus Uche (des de l'AD Ceuta)      |
| 7  | DEF  | [[Fitxer:Flag of Spain.svg\|23x15px\|border \|alt=Espanya\|link=Selecció de futbol d'Espanya\|{{#if:\|]]                                             | Álex Sola (des de la Reial Societat)      |
| 16 | DEF  | [[Fitxer:Flag of Spain.svg\|23x15px\|border \|alt=Espanya\|link=Selecció de futbol d'Espanya\|{{#if:\|]]                                             | Diego Rico (des de la Reial Societat)     |
| 18 | DAV  | [[Fitxer:Flag of Uruguay.svg\|23x15px\|border \|alt=Uruguai\|link=Selecció de futbol de l'Uruguai\|{{#if:\|]]                                        | Álvaro Rodríguez (cedit pel Reial Madrid) |
| 17 | DAV  | [[Fitxer:Flag of Spain.svg\|23x15px\|border \|alt=Espanya\|link=Selecció de futbol d'Espanya\|{{#if:\|]]                                             | Carles Pérez (cedit pel Celta de Vigo)    |
| 19 | DAV  | [[Fitxer:Flag of the Dominican Republic.svg\|23x15px\|border \|alt=República Dominicana\|link=Selecció de futbol de República Dominicana\|{{#if:\|]] | Peter Federico (des del Reial Madrid B)   |
| 23 | DAV  | [[Fitxer:Flag of Turkey.svg\|23x15px\|border \|alt=Turquia\|link=Selecció de futbol de Turquia\|{{#if:\|]]                                           | Bertuğ Yıldırım (cedit des del Rennes)    |
| 24 | DAV  | [[Fitxer:Flag of Uruguay.svg\|23x15px\|border \|alt=Uruguai\|link=Selecció de futbol de l'Uruguai\|{{#if:\|]]                                        | Álvaro Rodríguez (cedit pel Reial Madrid) |

| N. | Pos. | Nac. | Jugador                                   |
| -- | ---- | --- | ----------------------------------------- |
| 1  | POR  | [[Fitxer:Flag of the Czech Republic.svg\|23x15px\|border \|alt=Txèquia\|link=Selecció de futbol de la República Txeca\|{{#if:\|]]                    | Jiří Letáček (des del Baník Ostrava)      |
| 4  | DEF  | [[Fitxer:Flag of Spain.svg\|23x15px\|border \|alt=Espanya\|link=Selecció de futbol d'Espanya\|{{#if:\|]]                                             | Juan Berrocal (des de la SD Eibar)        |
| 6  | MIG  | [[Fitxer:Flag of Nigeria.svg\|23x15px\|border \|alt=Nigèria\|link=Selecció de futbol de Nigèria\|{{#if:\|]]                                          | Christantus Uche (des de l'AD Ceuta)      |
| 7  | DEF  | [[Fitxer:Flag of Spain.svg\|23x15px\|border \|alt=Espanya\|link=Selecció de futbol d'Espanya\|{{#if:\|]]                                             | Álex Sola (des de la Reial Societat)      |
| 16 | DEF  | [[Fitxer:Flag of Spain.svg\|23x15px\|border \|alt=Espanya\|link=Selecció de futbol d'Espanya\|{{#if:\|]]                                             | Diego Rico (des de la Reial Societat)     |
| 18 | DAV  | [[Fitxer:Flag of Uruguay.svg\|23x15px\|border \|alt=Uruguai\|link=Selecció de futbol de l'Uruguai\|{{#if:\|]]                                        | Álvaro Rodríguez (cedit pel Reial Madrid) |
| 17 | DAV  | [[Fitxer:Flag of Spain.svg\|23x15px\|border \|alt=Espanya\|link=Selecció de futbol d'Espanya\|{{#if:\|]]                                             | Carles Pérez (cedit pel Celta de Vigo)    |
| 19 | DAV  | [[Fitxer:Flag of the Dominican Republic.svg\|23x15px\|border \|alt=República Dominicana\|link=Selecció de futbol de República Dominicana\|{{#if:\|]] | Peter Federico (des del Reial Madrid B)   |
| 23 | DAV  | [[Fitxer:Flag of Turkey.svg\|23x15px\|border \|alt=Turquia\|link=Selecció de futbol de Turquia\|{{#if:\|]]                                           | Bertuğ Yıldırım (cedit des del Rennes)    |
| 24 | DAV  | [[Fitxer:Flag of Uruguay.svg\|23x15px\|border \|alt=Uruguai\|link=Selecció de futbol de l'Uruguai\|{{#if:\|]]                                        | Álvaro Rodríguez (cedit pel Reial Madrid) |

| N. | Pos. | Nac. | Jugador                                                                                         |
| -- | ---- | --- | ----------------------------------------------------------------------------------------------- |
| 1  | POR  | [[Fitxer:Flag of Brazil.svg\|23x15px\|border \|alt=Brasil\|link=Selecció de futbol del Brasil\|{{#if:\|]]             | Daniel Fuzato (retorn de la cessió al UE Eivissa, later a la SD Eibar)                          |
| 4  | DEF  | [[Fitxer:Flag of Uruguay.svg\|23x15px\|border \|alt=Uruguai\|link=Selecció de futbol de l'Uruguai\|{{#if:\|]]         | Gastón Álvarez (al Al Qadsiah)                                                                  |
| 7  | DAV  | [[Fitxer:Flag of Spain.svg\|23x15px\|border \|alt=Espanya\|link=Selecció de futbol d'Espanya\|{{#if:\|]]              | Jaime Mata (a la UD Las Palmas)                                                                 |
| 9  | MIG  | [[Fitxer:Flag of Spain.svg\|23x15px\|border \|alt=Espanya\|link=Selecció de futbol d'Espanya\|{{#if:\|]]              | Óscar Rodríguez (retorn de la cessió al Sevilla FC, després al CD Leganés)                      |
| 12 | DAV  | [[Fitxer:Flag of England.svg\|23x15px\|border \|alt=Anglaterra\|link=Selecció de futbol d'Anglaterra\|{{#if:\|]]      | Mason Greenwood (retorn de la cessió al Manchester United FC, després al Olympique de Marsella) |
| 14 | DAV  | [[Fitxer:Flag of Spain.svg\|23x15px\|border \|alt=Espanya\|link=Selecció de futbol d'Espanya\|{{#if:\|]]              | Juanmi Latasa (retorn de la cessió al Reial Madrid. després al Reial Valladolid)                |
| 20 | MIG  | [[Fitxer:Flag of Serbia.svg\|23x15px\|border \|alt=Sèrbia\|link=Selecció de futbol de Sèrbia\|{{#if:\|]]              | Nemanja Maksimović (al Panathinaikos FC)                                                        |
| 24 | MIG  | [[Fitxer:Flag of Guinea.svg\|23x15px\|border \|alt=Guinea\|link=Selecció de futbol de Guinea\|{{#if:\|]]              | Ilaix Moriba (retorn de la cessió al RB Leipzig, later cedit al Celta de Vigo)                  |
| —  | DAV  | [[Fitxer:Flag of Turkey.svg\|23x15px\|border \|alt=Turquia\|link=Selecció de futbol de Turquia\|{{#if:\|]]            | Enes Ünal (al AFC Bournemouth, prèviament cedit)                                                |
| —  | DAV  | [[Fitxer:Flag of Spain.svg\|23x15px\|border \|alt=Espanya\|link=Selecció de futbol d'Espanya\|{{#if:\|]]              | Darío Poveda (al SC Farense, prèviament cedit al FC Cartagena)                                  |
| —  | DAV  | [[Fitxer:Flag of Honduras (2022-).svg\|23x15px\|border \|alt=Hondures\|link=Selecció de futbol d'Hondures\|{{#if:\|]] | Choco Lozano (al Santos Laguna, prèviament cedit a la UD Almería)                               |
| —  | DEF  | [[Fitxer:Flag of Argentina.svg\|23x15px\|border \|alt=Argentina\|link=Selecció de futbol de l'Argentina\|{{#if:\|]]   | Jonathan Silva (al Pafos FC, prèviament cedit a l'Albacete Balompié)                            |

| N. | Pos. | Nac. | Jugador                                                                                         |
| -- | ---- | --- | ----------------------------------------------------------------------------------------------- |
| 1  | POR  | [[Fitxer:Flag of Brazil.svg\|23x15px\|border \|alt=Brasil\|link=Selecció de futbol del Brasil\|{{#if:\|]]             | Daniel Fuzato (retorn de la cessió al UE Eivissa, later a la SD Eibar)                          |
| 4  | DEF  | [[Fitxer:Flag of Uruguay.svg\|23x15px\|border \|alt=Uruguai\|link=Selecció de futbol de l'Uruguai\|{{#if:\|]]         | Gastón Álvarez (al Al Qadsiah)                                                                  |
| 7  | DAV  | [[Fitxer:Flag of Spain.svg\|23x15px\|border \|alt=Espanya\|link=Selecció de futbol d'Espanya\|{{#if:\|]]              | Jaime Mata (a la UD Las Palmas)                                                                 |
| 9  | MIG  | [[Fitxer:Flag of Spain.svg\|23x15px\|border \|alt=Espanya\|link=Selecció de futbol d'Espanya\|{{#if:\|]]              | Óscar Rodríguez (retorn de la cessió al Sevilla FC, després al CD Leganés)                      |
| 12 | DAV  | [[Fitxer:Flag of England.svg\|23x15px\|border \|alt=Anglaterra\|link=Selecció de futbol d'Anglaterra\|{{#if:\|]]      | Mason Greenwood (retorn de la cessió al Manchester United FC, després al Olympique de Marsella) |
| 14 | DAV  | [[Fitxer:Flag of Spain.svg\|23x15px\|border \|alt=Espanya\|link=Selecció de futbol d'Espanya\|{{#if:\|]]              | Juanmi Latasa (retorn de la cessió al Reial Madrid. després al Reial Valladolid)                |
| 20 | MIG  | [[Fitxer:Flag of Serbia.svg\|23x15px\|border \|alt=Sèrbia\|link=Selecció de futbol de Sèrbia\|{{#if:\|]]              | Nemanja Maksimović (al Panathinaikos FC)                                                        |
| 24 | MIG  | [[Fitxer:Flag of Guinea.svg\|23x15px\|border \|alt=Guinea\|link=Selecció de futbol de Guinea\|{{#if:\|]]              | Ilaix Moriba (retorn de la cessió al RB Leipzig, later cedit al Celta de Vigo)                  |
| —  | DAV  | [[Fitxer:Flag of Turkey.svg\|23x15px\|border \|alt=Turquia\|link=Selecció de futbol de Turquia\|{{#if:\|]]            | Enes Ünal (al AFC Bournemouth, prèviament cedit)                                                |
| —  | DAV  | [[Fitxer:Flag of Spain.svg\|23x15px\|border \|alt=Espanya\|link=Selecció de futbol d'Espanya\|{{#if:\|]]              | Darío Poveda (al SC Farense, prèviament cedit al FC Cartagena)                                  |
| —  | DAV  | [[Fitxer:Flag of Honduras (2022-).svg\|23x15px\|border \|alt=Hondures\|link=Selecció de futbol d'Hondures\|{{#if:\|]] | Choco Lozano (al Santos Laguna, prèviament cedit a la UD Almería)                               |
| —  | DEF  | [[Fitxer:Flag of Argentina.svg\|23x15px\|border \|alt=Argentina\|link=Selecció de futbol de l'Argentina\|{{#if:\|]]   | Jonathan Silva (al Pafos FC, prèviament cedit a l'Albacete Balompié)                            |

## RC Celta de Vigo
| N. | Pos. | Nac. | Jugador                                               |
| -- | ---- | --- | ----------------------------------------------------- |
| 4  | DEF  | [[Fitxer:Flag of Spain.svg\|23x15px\|border \|alt=Espanya\|link=Selecció de futbol d'Espanya\|{{#if:\|]] | Unai Núñez (des de l'Athletic Club, prèviament cedit) |
| 6  | MIG  | [[Fitxer:Flag of Guinea.svg\|23x15px\|border \|alt=Guinea\|link=Selecció de futbol de Guinea\|{{#if:\|]] | Ilaix Moriba (cedit des del RB Leipzig)               |
| 7  | DAV  | [[Fitxer:Flag of Spain.svg\|23x15px\|border \|alt=Espanya\|link=Selecció de futbol d'Espanya\|{{#if:\|]] | Borja Iglesias (cedit pel Reial Betis)                |
| 20 | DEF  | [[Fitxer:Flag of Spain.svg\|23x15px\|border \|alt=Espanya\|link=Selecció de futbol d'Espanya\|{{#if:\|]] | Marcos Alonso (des del FC Barcelona)                  |

| N. | Pos. | Nac. | Jugador                                               |
| -- | ---- | --- | ----------------------------------------------------- |
| 4  | DEF  | [[Fitxer:Flag of Spain.svg\|23x15px\|border \|alt=Espanya\|link=Selecció de futbol d'Espanya\|{{#if:\|]] | Unai Núñez (des de l'Athletic Club, prèviament cedit) |
| 6  | MIG  | [[Fitxer:Flag of Guinea.svg\|23x15px\|border \|alt=Guinea\|link=Selecció de futbol de Guinea\|{{#if:\|]] | Ilaix Moriba (cedit des del RB Leipzig)               |
| 7  | DAV  | [[Fitxer:Flag of Spain.svg\|23x15px\|border \|alt=Espanya\|link=Selecció de futbol d'Espanya\|{{#if:\|]] | Borja Iglesias (cedit pel Reial Betis)                |
| 20 | DEF  | [[Fitxer:Flag of Spain.svg\|23x15px\|border \|alt=Espanya\|link=Selecció de futbol d'Espanya\|{{#if:\|]] | Marcos Alonso (des del FC Barcelona)                  |

| N. | Pos. | Nac. | Jugador                                                          |
| -- | ---- | --- | ---------------------------------------------------------------- |
| 4  | DEF  | [[Fitxer:Flag of Spain.svg\|23x15px\|border \|alt=Espanya\|link=Selecció de futbol d'Espanya\|{{#if:\|]]       | Unai Núñez (cedit a l'Athletic Club)                             |
| 5  | MIG  | [[Fitxer:Flag of Peru.svg\|23x15px\|border \|alt=Perú\|link=Selecció de futbol del Perú\|{{#if:\|]]            | Renato Tapia (al CD Leganés)                                     |
| 6  | MIG  | [[Fitxer:Flag of Spain.svg\|23x15px\|border \|alt=Espanya\|link=Selecció de futbol d'Espanya\|{{#if:\|]]       | Carlos Dotor (cedit al Reial Oviedo)                             |
| 7  | DAV  | [[Fitxer:Flag of Spain.svg\|23x15px\|border \|alt=Espanya\|link=Selecció de futbol d'Espanya\|{{#if:\|]]       | Carles Pérez (cedit al Getafe CF)                                |
| 18 | DAV  | [[Fitxer:Flag of Norway.svg\|23x15px\|border \|alt=Noruega\|link=Selecció de futbol de Noruega\|{{#if:\|]]     | Jørgen Strand Larsen (cedit al Wolverhampton)                    |
| 20 | DEF  | [[Fitxer:Flag of Spain.svg\|23x15px\|border \|alt=Espanya\|link=Selecció de futbol d'Espanya\|{{#if:\|]]       | Kevin Vázquez (al Sporting de Gijón)                             |
| 23 | DEF  | [[Fitxer:Flag of Spain.svg\|23x15px\|border \|alt=Espanya\|link=Selecció de futbol d'Espanya\|{{#if:\|]]       | Manu Sánchez (cedit al Deportivo Alavés)                         |
| 24 | DAV  | [[Fitxer:Flag of Spain.svg\|23x15px\|border \|alt=Espanya\|link=Selecció de futbol d'Espanya\|{{#if:\|]]       | Miguel Rodríguez (cedit al FC Utrecht)                           |
| —  | DEF  | [[Fitxer:Flag of Spain.svg\|23x15px\|border \|alt=Espanya\|link=Selecció de futbol d'Espanya\|{{#if:\|]]       | José Fontán (al FC Arouca, prèviament cedit al FC Cartagena)     |
| —  | MIG  | [[Fitxer:Flag of Spain.svg\|23x15px\|border \|alt=Espanya\|link=Selecció de futbol d'Espanya\|{{#if:\|]]       | Miguel Baeza (al CD Nacional, prèviament cedit al CD Mirandés)   |
| —  | DAV  | [[Fitxer:Flag of Spain.svg\|23x15px\|border \|alt=Espanya\|link=Selecció de futbol d'Espanya\|{{#if:\|]]       | Julen Lobete (al Màlaga CF, prèviament cedit al FC Andorra)      |
| —  | DAV  | [[Fitxer:Flag of Spain.svg\|23x15px\|border \|alt=Espanya\|link=Selecció de futbol d'Espanya\|{{#if:\|]]       | Lautaro de León (al FC Andorra, prèviament cedit al CD Mirandés) |
| —  | DAV  | [[Fitxer:Flag of Portugal.svg\|23x15px\|border \|alt=Portugal\|link=Selecció de futbol de Portugal\|{{#if:\|]] | Gonçalo Paciência (alliberat, prèviament cedit al VfL Bochum)    |

| N. | Pos. | Nac. | Jugador                                                          |
| -- | ---- | --- | ---------------------------------------------------------------- |
| 4  | DEF  | [[Fitxer:Flag of Spain.svg\|23x15px\|border \|alt=Espanya\|link=Selecció de futbol d'Espanya\|{{#if:\|]]       | Unai Núñez (cedit a l'Athletic Club)                             |
| 5  | MIG  | [[Fitxer:Flag of Peru.svg\|23x15px\|border \|alt=Perú\|link=Selecció de futbol del Perú\|{{#if:\|]]            | Renato Tapia (al CD Leganés)                                     |
| 6  | MIG  | [[Fitxer:Flag of Spain.svg\|23x15px\|border \|alt=Espanya\|link=Selecció de futbol d'Espanya\|{{#if:\|]]       | Carlos Dotor (cedit al Reial Oviedo)                             |
| 7  | DAV  | [[Fitxer:Flag of Spain.svg\|23x15px\|border \|alt=Espanya\|link=Selecció de futbol d'Espanya\|{{#if:\|]]       | Carles Pérez (cedit al Getafe CF)                                |
| 18 | DAV  | [[Fitxer:Flag of Norway.svg\|23x15px\|border \|alt=Noruega\|link=Selecció de futbol de Noruega\|{{#if:\|]]     | Jørgen Strand Larsen (cedit al Wolverhampton)                    |
| 20 | DEF  | [[Fitxer:Flag of Spain.svg\|23x15px\|border \|alt=Espanya\|link=Selecció de futbol d'Espanya\|{{#if:\|]]       | Kevin Vázquez (al Sporting de Gijón)                             |
| 23 | DEF  | [[Fitxer:Flag of Spain.svg\|23x15px\|border \|alt=Espanya\|link=Selecció de futbol d'Espanya\|{{#if:\|]]       | Manu Sánchez (cedit al Deportivo Alavés)                         |
| 24 | DAV  | [[Fitxer:Flag of Spain.svg\|23x15px\|border \|alt=Espanya\|link=Selecció de futbol d'Espanya\|{{#if:\|]]       | Miguel Rodríguez (cedit al FC Utrecht)                           |
| —  | DEF  | [[Fitxer:Flag of Spain.svg\|23x15px\|border \|alt=Espanya\|link=Selecció de futbol d'Espanya\|{{#if:\|]]       | José Fontán (al FC Arouca, prèviament cedit al FC Cartagena)     |
| —  | MIG  | [[Fitxer:Flag of Spain.svg\|23x15px\|border \|alt=Espanya\|link=Selecció de futbol d'Espanya\|{{#if:\|]]       | Miguel Baeza (al CD Nacional, prèviament cedit al CD Mirandés)   |
| —  | DAV  | [[Fitxer:Flag of Spain.svg\|23x15px\|border \|alt=Espanya\|link=Selecció de futbol d'Espanya\|{{#if:\|]]       | Julen Lobete (al Màlaga CF, prèviament cedit al FC Andorra)      |
| —  | DAV  | [[Fitxer:Flag of Spain.svg\|23x15px\|border \|alt=Espanya\|link=Selecció de futbol d'Espanya\|{{#if:\|]]       | Lautaro de León (al FC Andorra, prèviament cedit al CD Mirandés) |
| —  | DAV  | [[Fitxer:Flag of Portugal.svg\|23x15px\|border \|alt=Portugal\|link=Selecció de futbol de Portugal\|{{#if:\|]] | Gonçalo Paciência (alliberat, prèviament cedit al VfL Bochum)    |

## Sevilla
| N. | Pos. | Nac. | Jugador                                                 |
| -- | ---- | --- | ------------------------------------------------------- |
| 1  | POR  | [[Fitxer:Flag of Spain.svg\|23x15px\|border \|alt=Espanya\|link=Selecció de futbol d'Espanya\|{{#if:\|]]                        | Álvaro Fernández (des de la SD Huesca)                  |
| 9  | DAV  | [[Fitxer:Flag of Nigeria.svg\|23x15px\|border \|alt=Nigèria\|link=Selecció de futbol de Nigèria\|{{#if:\|]]                     | Kelechi Iheanacho (des del Leicester City FC)           |
| 12 | MIG  | [[Fitxer:Flag of Belgium (civil).svg\|23x15px\|border \|alt=Bèlgica\|link=Selecció de futbol de Bèlgica\|{{#if:\|]]             | Albert Sambi Lokonga (cedit des del Arsenal FC)         |
| 14 | DAV  | [[Fitxer:Flag of Spain.svg\|23x15px\|border \|alt=Espanya\|link=Selecció de futbol d'Espanya\|{{#if:\|]]                        | Peque (des del Racing de Santander)                     |
| 17 | MIG  | [[Fitxer:Flag of Spain.svg\|23x15px\|border \|alt=Espanya\|link=Selecció de futbol d'Espanya\|{{#if:\|]]                        | Saúl (cedit per l'Atlètic de Madrid)                    |
| 18 | MIG  | [[Fitxer:Flag of France (1794–1815, 1830–1974).svg\|23x15px\|border \|alt=França\|link=Selecció de futbol de França\|{{#if:\|]] | Lucien Agoumé (des del Inter de Milà, prèviament cedit) |
| 19 | DEF  | [[Fitxer:Flag of Argentina.svg\|23x15px\|border \|alt=Argentina\|link=Selecció de futbol de l'Argentina\|{{#if:\|]]             | Valentín Barco (cedit des del Brighton)                 |
| 21 | MIG  | [[Fitxer:Flag of Nigeria.svg\|23x15px\|border \|alt=Nigèria\|link=Selecció de futbol de Nigèria\|{{#if:\|]]                     | Chidera Ejuke (des del CSKA Moscou)                     |

| N. | Pos. | Nac. | Jugador                                                 |
| -- | ---- | --- | ------------------------------------------------------- |
| 1  | POR  | [[Fitxer:Flag of Spain.svg\|23x15px\|border \|alt=Espanya\|link=Selecció de futbol d'Espanya\|{{#if:\|]]                        | Álvaro Fernández (des de la SD Huesca)                  |
| 9  | DAV  | [[Fitxer:Flag of Nigeria.svg\|23x15px\|border \|alt=Nigèria\|link=Selecció de futbol de Nigèria\|{{#if:\|]]                     | Kelechi Iheanacho (des del Leicester City FC)           |
| 12 | MIG  | [[Fitxer:Flag of Belgium (civil).svg\|23x15px\|border \|alt=Bèlgica\|link=Selecció de futbol de Bèlgica\|{{#if:\|]]             | Albert Sambi Lokonga (cedit des del Arsenal FC)         |
| 14 | DAV  | [[Fitxer:Flag of Spain.svg\|23x15px\|border \|alt=Espanya\|link=Selecció de futbol d'Espanya\|{{#if:\|]]                        | Peque (des del Racing de Santander)                     |
| 17 | MIG  | [[Fitxer:Flag of Spain.svg\|23x15px\|border \|alt=Espanya\|link=Selecció de futbol d'Espanya\|{{#if:\|]]                        | Saúl (cedit per l'Atlètic de Madrid)                    |
| 18 | MIG  | [[Fitxer:Flag of France (1794–1815, 1830–1974).svg\|23x15px\|border \|alt=França\|link=Selecció de futbol de França\|{{#if:\|]] | Lucien Agoumé (des del Inter de Milà, prèviament cedit) |
| 19 | DEF  | [[Fitxer:Flag of Argentina.svg\|23x15px\|border \|alt=Argentina\|link=Selecció de futbol de l'Argentina\|{{#if:\|]]             | Valentín Barco (cedit des del Brighton)                 |
| 21 | MIG  | [[Fitxer:Flag of Nigeria.svg\|23x15px\|border \|alt=Nigèria\|link=Selecció de futbol de Nigèria\|{{#if:\|]]                     | Chidera Ejuke (des del CSKA Moscou)                     |

| N. | Pos. | Nac. | Jugador                                                                                |
| -- | ---- | --- | -------------------------------------------------------------------------------------- |
| 1  | POR  | [[Fitxer:Flag of Serbia.svg\|23x15px\|border \|alt=Sèrbia\|link=Selecció de futbol de Sèrbia\|{{#if:\|]]                                             | Marko Dmitrović (al CD Leganés)                                                        |
| 4  | DEF  | [[Fitxer:Flag of Spain.svg\|23x15px\|border \|alt=Espanya\|link=Selecció de futbol d'Espanya\|{{#if:\|]]                                             | Sergio Ramos (alliberat)                                                               |
| 8  | MIG  | [[Fitxer:Flag of Catalonia.svg\|23x15px\|border \|alt=Catalunya\|link=Selecció de futbol de Catalunya\|{{#if:\|]]                                    | Joan Jordán (cedit al Deportivo Alavés)                                                |
| 9  | DAV  | [[Fitxer:Flag of Spain.svg\|23x15px\|border \|alt=Espanya\|link=Selecció de futbol d'Espanya\|{{#if:\|]]                                             | Rafa Mir (cedit al València CF)                                                        |
| 10 | DAV  | [[Fitxer:Flag of Argentina.svg\|23x15px\|border \|alt=Argentina\|link=Selecció de futbol de l'Argentina\|{{#if:\|]]                                  | Alejo Véliz (retorn de la cessió al Tottenham Hotspur FC, later cedit al RCD Espanyol) |
| 12 | DAV  | [[Fitxer:Flag of the Dominican Republic.svg\|23x15px\|border \|alt=República Dominicana\|link=Selecció de futbol de República Dominicana\|{{#if:\|]] | Mariano Díaz (alliberat)                                                               |
| 15 | DAV  | [[Fitxer:Flag of Morocco.svg\|23x15px\|border \|alt=Marroc\|link=Selecció de futbol del Marroc\|{{#if:\|]]                                           | Youssef En-Nesyri (al Fenerbahçe SK)                                                   |
| 17 | DAV  | [[Fitxer:Flag of Argentina.svg\|23x15px\|border \|alt=Argentina\|link=Selecció de futbol de l'Argentina\|{{#if:\|]]                                  | Erik Lamela (al AEK Atenes FC)                                                         |
| 19 | DEF  | [[Fitxer:Flag of Argentina.svg\|23x15px\|border \|alt=Argentina\|link=Selecció de futbol de l'Argentina\|{{#if:\|]]                                  | Marcos Acuña (al River Plate)                                                          |
| 21 | MIG  | [[Fitxer:Flag of Spain.svg\|23x15px\|border \|alt=Espanya\|link=Selecció de futbol d'Espanya\|{{#if:\|]]                                             | Óliver Torres (al CF Monterrey)                                                        |
| 25 | DAV  | [[Fitxer:Flag of Belgium (civil).svg\|23x15px\|border \|alt=Bèlgica\|link=Selecció de futbol de Bèlgica\|{{#if:\|]]                                  | Adnan Januzaj (cedit a la UD Las Palmas)                                               |
| 46 | MIG  | [[Fitxer:Flag of Tunisia.svg\|23x15px\|border \|alt=Tunísia\|link=Selecció de futbol de Tunísia\|{{#if:\|]]                                          | Hannibal Mejbri (retorn de la cessió al Manchester United FC, després al Burnley FC)   |
| —  | DEF  | [[Fitxer:Flag of Argentina.svg\|23x15px\|border \|alt=Argentina\|link=Selecció de futbol de l'Argentina\|{{#if:\|]]                                  | Federico Gattoni (cedit al River Plate, prèviament cedit al RSC Anderlecht)            |
| —  | MIG  | [[Fitxer:Flag of Denmark.svg\|23x15px\|border \|alt=Dinamarca\|link=Selecció de futbol de Dinamarca\|{{#if:\|]]                                      | Thomas Delaney (al FC Copenhagen, prèviament cedit al RSC Anderlecht)                  |
| —  | DEF  | [[Fitxer:Flag of Sweden.svg\|23x15px\|border \|alt=Suècia\|link=Selecció de futbol de Suècia\|{{#if:\|]]                                             | Ludwig Augustinsson (al RSC Anderlecht, prèviament cedit)                              |
| —  | MIG  | [[Fitxer:Flag of Spain.svg\|23x15px\|border \|alt=Espanya\|link=Selecció de futbol d'Espanya\|{{#if:\|]]                                             | Óscar Rodríguez (al CD Leganés, prèviament cedit al Getafe CF)                         |

| N. | Pos. | Nac. | Jugador                                                                                |
| -- | ---- | --- | -------------------------------------------------------------------------------------- |
| 1  | POR  | [[Fitxer:Flag of Serbia.svg\|23x15px\|border \|alt=Sèrbia\|link=Selecció de futbol de Sèrbia\|{{#if:\|]]                                             | Marko Dmitrović (al CD Leganés)                                                        |
| 4  | DEF  | [[Fitxer:Flag of Spain.svg\|23x15px\|border \|alt=Espanya\|link=Selecció de futbol d'Espanya\|{{#if:\|]]                                             | Sergio Ramos (alliberat)                                                               |
| 8  | MIG  | [[Fitxer:Flag of Catalonia.svg\|23x15px\|border \|alt=Catalunya\|link=Selecció de futbol de Catalunya\|{{#if:\|]]                                    | Joan Jordán (cedit al Deportivo Alavés)                                                |
| 9  | DAV  | [[Fitxer:Flag of Spain.svg\|23x15px\|border \|alt=Espanya\|link=Selecció de futbol d'Espanya\|{{#if:\|]]                                             | Rafa Mir (cedit al València CF)                                                        |
| 10 | DAV  | [[Fitxer:Flag of Argentina.svg\|23x15px\|border \|alt=Argentina\|link=Selecció de futbol de l'Argentina\|{{#if:\|]]                                  | Alejo Véliz (retorn de la cessió al Tottenham Hotspur FC, later cedit al RCD Espanyol) |
| 12 | DAV  | [[Fitxer:Flag of the Dominican Republic.svg\|23x15px\|border \|alt=República Dominicana\|link=Selecció de futbol de República Dominicana\|{{#if:\|]] | Mariano Díaz (alliberat)                                                               |
| 15 | DAV  | [[Fitxer:Flag of Morocco.svg\|23x15px\|border \|alt=Marroc\|link=Selecció de futbol del Marroc\|{{#if:\|]]                                           | Youssef En-Nesyri (al Fenerbahçe SK)                                                   |
| 17 | DAV  | [[Fitxer:Flag of Argentina.svg\|23x15px\|border \|alt=Argentina\|link=Selecció de futbol de l'Argentina\|{{#if:\|]]                                  | Erik Lamela (al AEK Atenes FC)                                                         |
| 19 | DEF  | [[Fitxer:Flag of Argentina.svg\|23x15px\|border \|alt=Argentina\|link=Selecció de futbol de l'Argentina\|{{#if:\|]]                                  | Marcos Acuña (al River Plate)                                                          |
| 21 | MIG  | [[Fitxer:Flag of Spain.svg\|23x15px\|border \|alt=Espanya\|link=Selecció de futbol d'Espanya\|{{#if:\|]]                                             | Óliver Torres (al CF Monterrey)                                                        |
| 25 | DAV  | [[Fitxer:Flag of Belgium (civil).svg\|23x15px\|border \|alt=Bèlgica\|link=Selecció de futbol de Bèlgica\|{{#if:\|]]                                  | Adnan Januzaj (cedit a la UD Las Palmas)                                               |
| 46 | MIG  | [[Fitxer:Flag of Tunisia.svg\|23x15px\|border \|alt=Tunísia\|link=Selecció de futbol de Tunísia\|{{#if:\|]]                                          | Hannibal Mejbri (retorn de la cessió al Manchester United FC, després al Burnley FC)   |
| —  | DEF  | [[Fitxer:Flag of Argentina.svg\|23x15px\|border \|alt=Argentina\|link=Selecció de futbol de l'Argentina\|{{#if:\|]]                                  | Federico Gattoni (cedit al River Plate, prèviament cedit al RSC Anderlecht)            |
| —  | MIG  | [[Fitxer:Flag of Denmark.svg\|23x15px\|border \|alt=Dinamarca\|link=Selecció de futbol de Dinamarca\|{{#if:\|]]                                      | Thomas Delaney (al FC Copenhagen, prèviament cedit al RSC Anderlecht)                  |
| —  | DEF  | [[Fitxer:Flag of Sweden.svg\|23x15px\|border \|alt=Suècia\|link=Selecció de futbol de Suècia\|{{#if:\|]]                                             | Ludwig Augustinsson (al RSC Anderlecht, prèviament cedit)                              |
| —  | MIG  | [[Fitxer:Flag of Spain.svg\|23x15px\|border \|alt=Espanya\|link=Selecció de futbol d'Espanya\|{{#if:\|]]                                             | Óscar Rodríguez (al CD Leganés, prèviament cedit al Getafe CF)                         |

## RCD Mallorca
| N. | Pos. | Nac. | Jugador                                   |
| -- | ---- | --- | ----------------------------------------- |
| 2  | DEF  | [[Fitxer:Flag of the Balearic Islands.svg\|23x15px\|border \|alt=Illes Balears\|link=Selecció de futbol de les Illes Balears\|{{#if:\|]] | Mateu Morey (des del Borussia Dortmund)   |
| 11 | DAV  | [[Fitxer:Flag of Japan.svg\|23x15px\|border \|alt=Japó\|link=Selecció de futbol del Japó\|{{#if:\|]]                                     | Takuma Asano (des del VfL Bochum)         |
| 15 | DEF  | [[Fitxer:Flag of Catalonia.svg\|23x15px\|border \|alt=Catalunya\|link=Selecció de futbol de Catalunya\|{{#if:\|]]                        | Valery Fernández (cedit pel Girona FC)    |
| 16 | DAV  | [[Fitxer:Flag of Portugal.svg\|23x15px\|border \|alt=Portugal\|link=Selecció de futbol de Portugal\|{{#if:\|]]                           | Chiquinho (cedit des del Wolverhampton)   |
| 20 | MIG  | [[Fitxer:Flag of Catalonia.svg\|23x15px\|border \|alt=Catalunya\|link=Selecció de futbol de Catalunya\|{{#if:\|]]                        | Robert Navarro (des de la Reial Societat) |
| 22 | DEF  | [[Fitxer:Flag of Colombia.svg\|23x15px\|border \|alt=Colòmbia\|link=Selecció de futbol de Colòmbia\|{{#if:\|]]                           | Johan Mojica (des del Vila-real CF)       |

| N. | Pos. | Nac. | Jugador                                   |
| -- | ---- | --- | ----------------------------------------- |
| 2  | DEF  | [[Fitxer:Flag of the Balearic Islands.svg\|23x15px\|border \|alt=Illes Balears\|link=Selecció de futbol de les Illes Balears\|{{#if:\|]] | Mateu Morey (des del Borussia Dortmund)   |
| 11 | DAV  | [[Fitxer:Flag of Japan.svg\|23x15px\|border \|alt=Japó\|link=Selecció de futbol del Japó\|{{#if:\|]]                                     | Takuma Asano (des del VfL Bochum)         |
| 15 | DEF  | [[Fitxer:Flag of Catalonia.svg\|23x15px\|border \|alt=Catalunya\|link=Selecció de futbol de Catalunya\|{{#if:\|]]                        | Valery Fernández (cedit pel Girona FC)    |
| 16 | DAV  | [[Fitxer:Flag of Portugal.svg\|23x15px\|border \|alt=Portugal\|link=Selecció de futbol de Portugal\|{{#if:\|]]                           | Chiquinho (cedit des del Wolverhampton)   |
| 20 | MIG  | [[Fitxer:Flag of Catalonia.svg\|23x15px\|border \|alt=Catalunya\|link=Selecció de futbol de Catalunya\|{{#if:\|]]                        | Robert Navarro (des de la Reial Societat) |
| 22 | DEF  | [[Fitxer:Flag of Colombia.svg\|23x15px\|border \|alt=Colòmbia\|link=Selecció de futbol de Colòmbia\|{{#if:\|]]                           | Johan Mojica (des del Vila-real CF)       |

| N. | Pos. | Nac. | Jugador                                                          |
| -- | ---- | --- | ---------------------------------------------------------------- |
| 1  | POR  | [[Fitxer:Flag of Serbia.svg\|23x15px\|border \|alt=Sèrbia\|link=Selecció de futbol de Sèrbia\|{{#if:\|]]                                       | Predrag Rajković (al Al-Ittihad)                                 |
| 11 | DEF  | [[Fitxer:Flag of the Valencian Community (2x3).svg\|23x15px\|border \|alt=País Valencià\|link=Selecció de futbol del País Valencià\|{{#if:\|]] | Jaume Costa (a l'Albacete Balompié)                              |
| 20 | DEF  | [[Fitxer:Flag of Uruguay.svg\|23x15px\|border \|alt=Uruguai\|link=Selecció de futbol de l'Uruguai\|{{#if:\|]]                                  | Giovanni González (al FC Krasnodar)                              |
| —  | DAV  | [[Fitxer:Flag of Senegal.svg\|23x15px\|border \|alt=Senegal\|link=Selecció de futbol del Senegal\|{{#if:\|]]                                   | Amath Ndiaye (al Reial Valladolid, prèviament cedit)             |
| —  | DEF  | [[Fitxer:Flag of the Balearic Islands.svg\|23x15px\|border \|alt=Illes Balears\|link=Selecció de futbol de les Illes Balears\|{{#if:\|]]       | Josep Gayá (al CD Tenerife, prèviament cedit a la SD Amorebieta) |
| —  | MIG  | [[Fitxer:Flag of Ghana.svg\|23x15px\|border \|alt=Ghana\|link=Selecció de futbol de Ghana\|{{#if:\|]]                                          | Iddrisu Baba (a la UD Almería, prèviament cedit)                 |

| N. | Pos. | Nac. | Jugador                                                          |
| -- | ---- | --- | ---------------------------------------------------------------- |
| 1  | POR  | [[Fitxer:Flag of Serbia.svg\|23x15px\|border \|alt=Sèrbia\|link=Selecció de futbol de Sèrbia\|{{#if:\|]]                                       | Predrag Rajković (al Al-Ittihad)                                 |
| 11 | DEF  | [[Fitxer:Flag of the Valencian Community (2x3).svg\|23x15px\|border \|alt=País Valencià\|link=Selecció de futbol del País Valencià\|{{#if:\|]] | Jaume Costa (a l'Albacete Balompié)                              |
| 20 | DEF  | [[Fitxer:Flag of Uruguay.svg\|23x15px\|border \|alt=Uruguai\|link=Selecció de futbol de l'Uruguai\|{{#if:\|]]                                  | Giovanni González (al FC Krasnodar)                              |
| —  | DAV  | [[Fitxer:Flag of Senegal.svg\|23x15px\|border \|alt=Senegal\|link=Selecció de futbol del Senegal\|{{#if:\|]]                                   | Amath Ndiaye (al Reial Valladolid, prèviament cedit)             |
| —  | DEF  | [[Fitxer:Flag of the Balearic Islands.svg\|23x15px\|border \|alt=Illes Balears\|link=Selecció de futbol de les Illes Balears\|{{#if:\|]]       | Josep Gayá (al CD Tenerife, prèviament cedit a la SD Amorebieta) |
| —  | MIG  | [[Fitxer:Flag of Ghana.svg\|23x15px\|border \|alt=Ghana\|link=Selecció de futbol de Ghana\|{{#if:\|]]                                          | Iddrisu Baba (a la UD Almería, prèviament cedit)                 |

## Las Palmas
| N. | Pos. | Nac. | Jugador                                                |
| -- | ---- | --- | ------------------------------------------------------ |
| 1  | POR  | [[Fitxer:Flag of the Netherlands.svg\|23x15px\|border \|alt=Països Baixos\|link=Selecció de futbol dels Països Baixos\|{{#if:\|]]              | Jasper Cillessen (des del NEC Nijmegen)                |
| 2  | MIG  | [[Fitxer:Flag of Spain.svg\|23x15px\|border \|alt=Espanya\|link=Selecció de futbol d'Espanya\|{{#if:\|]]                                       | Marvin Park (des del Reial Madrid, prèviament cedit)   |
| 7  | DAV  | [[Fitxer:Flag of Portugal.svg\|23x15px\|border \|alt=Portugal\|link=Selecció de futbol de Portugal\|{{#if:\|]]                                 | Fábio Silva (cedit des del Wolverhampton Wanderers FC) |
| 13 | POR  | [[Fitxer:Flag of Croatia.svg\|23x15px\|border \|alt=Croàcia\|link=Selecció de futbol de Croàcia\|{{#if:\|]]                                    | Dinko Horkaš (des del Lokomotiv Plovdiv)               |
| 14 | MIG  | [[Fitxer:Flag of the Valencian Community (2x3).svg\|23x15px\|border \|alt=País Valencià\|link=Selecció de futbol del País Valencià\|{{#if:\|]] | Manu Fuster (des de l'Albacete Balompié)               |
| 15 | DEF  | [[Fitxer:Flag of Scotland.svg\|23x15px\|border \|alt=Escòcia\|link=Selecció de futbol d'Escòcia\|{{#if:\|]]                                    | Scott McKenna (des del Nottingham Forest FC)           |
| 16 | DAV  | [[Fitxer:Flag of Scotland.svg\|23x15px\|border \|alt=Escòcia\|link=Selecció de futbol d'Escòcia\|{{#if:\|]]                                    | Oli McBurnie (des del Sheffield United FC)             |
| 17 | DAV  | [[Fitxer:Flag of Spain.svg\|23x15px\|border \|alt=Espanya\|link=Selecció de futbol d'Espanya\|{{#if:\|]]                                       | Jaime Mata (des del Getafe CF)                         |
| 18 | DEF  | [[Fitxer:Flag of Spain.svg\|23x15px\|border \|alt=Espanya\|link=Selecció de futbol d'Espanya\|{{#if:\|]]                                       | Viti Rozada (des de l'Albacete Balompié)               |
| 21 | DAV  | [[Fitxer:Flag of Spain.svg\|23x15px\|border \|alt=Espanya\|link=Selecció de futbol d'Espanya\|{{#if:\|]]                                       | Iván Gil (des del FC Andorra)                          |
| 26 | MIG  | [[Fitxer:Flag of Portugal.svg\|23x15px\|border \|alt=Portugal\|link=Selecció de futbol de Portugal\|{{#if:\|]]                                 | Dário Essugo (cedit des del Sporting CP)               |
| 27 | DAV  | [[Fitxer:Flag of Belgium (civil).svg\|23x15px\|border \|alt=Bèlgica\|link=Selecció de futbol de Bèlgica\|{{#if:\|]]                            | Adnan Januzaj (cedit pel Sevilla FC)                   |
| —  | DAV  | [[Fitxer:Flag of Cameroon.svg\|23x15px\|border \|alt=Camerun\|link=Selecció de futbol del Camerun\|{{#if:\|]]                                  | Iván Cédric (des del Reial Valladolid)                 |

| N. | Pos. | Nac. | Jugador                                                |
| -- | ---- | --- | ------------------------------------------------------ |
| 1  | POR  | [[Fitxer:Flag of the Netherlands.svg\|23x15px\|border \|alt=Països Baixos\|link=Selecció de futbol dels Països Baixos\|{{#if:\|]]              | Jasper Cillessen (des del NEC Nijmegen)                |
| 2  | MIG  | [[Fitxer:Flag of Spain.svg\|23x15px\|border \|alt=Espanya\|link=Selecció de futbol d'Espanya\|{{#if:\|]]                                       | Marvin Park (des del Reial Madrid, prèviament cedit)   |
| 7  | DAV  | [[Fitxer:Flag of Portugal.svg\|23x15px\|border \|alt=Portugal\|link=Selecció de futbol de Portugal\|{{#if:\|]]                                 | Fábio Silva (cedit des del Wolverhampton Wanderers FC) |
| 13 | POR  | [[Fitxer:Flag of Croatia.svg\|23x15px\|border \|alt=Croàcia\|link=Selecció de futbol de Croàcia\|{{#if:\|]]                                    | Dinko Horkaš (des del Lokomotiv Plovdiv)               |
| 14 | MIG  | [[Fitxer:Flag of the Valencian Community (2x3).svg\|23x15px\|border \|alt=País Valencià\|link=Selecció de futbol del País Valencià\|{{#if:\|]] | Manu Fuster (des de l'Albacete Balompié)               |
| 15 | DEF  | [[Fitxer:Flag of Scotland.svg\|23x15px\|border \|alt=Escòcia\|link=Selecció de futbol d'Escòcia\|{{#if:\|]]                                    | Scott McKenna (des del Nottingham Forest FC)           |
| 16 | DAV  | [[Fitxer:Flag of Scotland.svg\|23x15px\|border \|alt=Escòcia\|link=Selecció de futbol d'Escòcia\|{{#if:\|]]                                    | Oli McBurnie (des del Sheffield United FC)             |
| 17 | DAV  | [[Fitxer:Flag of Spain.svg\|23x15px\|border \|alt=Espanya\|link=Selecció de futbol d'Espanya\|{{#if:\|]]                                       | Jaime Mata (des del Getafe CF)                         |
| 18 | DEF  | [[Fitxer:Flag of Spain.svg\|23x15px\|border \|alt=Espanya\|link=Selecció de futbol d'Espanya\|{{#if:\|]]                                       | Viti Rozada (des de l'Albacete Balompié)               |
| 21 | DAV  | [[Fitxer:Flag of Spain.svg\|23x15px\|border \|alt=Espanya\|link=Selecció de futbol d'Espanya\|{{#if:\|]]                                       | Iván Gil (des del FC Andorra)                          |
| 26 | MIG  | [[Fitxer:Flag of Portugal.svg\|23x15px\|border \|alt=Portugal\|link=Selecció de futbol de Portugal\|{{#if:\|]]                                 | Dário Essugo (cedit des del Sporting CP)               |
| 27 | DAV  | [[Fitxer:Flag of Belgium (civil).svg\|23x15px\|border \|alt=Bèlgica\|link=Selecció de futbol de Bèlgica\|{{#if:\|]]                            | Adnan Januzaj (cedit pel Sevilla FC)                   |
| —  | DAV  | [[Fitxer:Flag of Cameroon.svg\|23x15px\|border \|alt=Camerun\|link=Selecció de futbol del Camerun\|{{#if:\|]]                                  | Iván Cédric (des del Reial Valladolid)                 |

| N. | Pos. | Nac. | Jugador                                                                         |
| -- | ---- | --- | ------------------------------------------------------------------------------- |
| 1  | DEF  | [[Fitxer:Flag of Spain.svg\|23x15px\|border \|alt=Espanya\|link=Selecció de futbol d'Espanya\|{{#if:\|]]                                                                                    | Aarón Escandell (al Reial Oviedo)                                               |
| 3  | DEF  | [[Fitxer:Flag of Catalonia.svg\|23x15px\|border \|alt=Catalunya\|link=Selecció de futbol de Catalunya\|{{#if:\|]]                                                                           | Sergi Cardona (al Vila-real CF)                                                 |
| 6  | DEF  | [[Fitxer:Flag of Spain.svg\|23x15px\|border \|alt=Espanya\|link=Selecció de futbol d'Espanya\|{{#if:\|]]                                                                                    | Eric Curbelo (al Sporting de Gijón)                                             |
| 7  | DAV  | [[Fitxer:Flag of Spain.svg\|23x15px\|border \|alt=Espanya\|link=Selecció de futbol d'Espanya\|{{#if:\|]]                                                                                    | Cristian Herrera (alliberat)                                                    |
| 14 | DEF  | [[Fitxer:Flag of Spain.svg\|23x15px\|border \|alt=Espanya\|link=Selecció de futbol d'Espanya\|{{#if:\|]]                                                                                    | Álvaro Lemos (al Reial Oviedo)                                                  |
| 16 | DAV  | [[Fitxer:Flag of Guinea.svg\|23x15px\|border \|alt=Guinea\|link=Selecció de futbol de Guinea\|{{#if:\|]]                                                                                    | Sory Kaba (cedit a l'Elx CF)                                                    |
| 17 | MIG  | [[Fitxer:Flag of Morocco.svg\|23x15px\|border \|alt=Marroc\|link=Selecció de futbol del Marroc\|{{#if:\|]]                                                                                  | Munir El Haddadi (alliberat)                                                    |
| 22 | MIG  | [[Fitxer:Flag of the Democratic Republic of the Congo.svg\|23x15px\|border \|alt=República Democràtica del Congo\|link=Selecció de futbol de la República Democràtica del Congo\|{{#if:\|]] | Omenuke Mfulu (alliberat)                                                       |
| 23 | DEF  | [[Fitxer:Flag of Equatorial Guinea.svg\|23x15px\|border \|alt=Guinea Equatorial\|link=Selecció de futbol de Guinea Equatorial\|{{#if:\|]]                                                   | Saúl Coco (al Torino FC)                                                        |
| 28 | DEF  | [[Fitxer:Flag of Mexico.svg\|23x15px\|border \|alt=Mèxic\|link=Selecció de futbol de Mèxic\|{{#if:\|]]                                                                                      | Julián Araujo (retorn de la cessió al FC Barcelona, després al AFC Bournemouth) |
| —  | DAV  | [[Fitxer:Flag of Cameroon.svg\|23x15px\|border \|alt=Camerun\|link=Selecció de futbol del Camerun\|{{#if:\|]]                                                                               | Iván Cédric (cedit al FC Barcelona B)                                           |

| N. | Pos. | Nac. | Jugador                                                                         |
| -- | ---- | --- | ------------------------------------------------------------------------------- |
| 1  | DEF  | [[Fitxer:Flag of Spain.svg\|23x15px\|border \|alt=Espanya\|link=Selecció de futbol d'Espanya\|{{#if:\|]]                                                                                    | Aarón Escandell (al Reial Oviedo)                                               |
| 3  | DEF  | [[Fitxer:Flag of Catalonia.svg\|23x15px\|border \|alt=Catalunya\|link=Selecció de futbol de Catalunya\|{{#if:\|]]                                                                           | Sergi Cardona (al Vila-real CF)                                                 |
| 6  | DEF  | [[Fitxer:Flag of Spain.svg\|23x15px\|border \|alt=Espanya\|link=Selecció de futbol d'Espanya\|{{#if:\|]]                                                                                    | Eric Curbelo (al Sporting de Gijón)                                             |
| 7  | DAV  | [[Fitxer:Flag of Spain.svg\|23x15px\|border \|alt=Espanya\|link=Selecció de futbol d'Espanya\|{{#if:\|]]                                                                                    | Cristian Herrera (alliberat)                                                    |
| 14 | DEF  | [[Fitxer:Flag of Spain.svg\|23x15px\|border \|alt=Espanya\|link=Selecció de futbol d'Espanya\|{{#if:\|]]                                                                                    | Álvaro Lemos (al Reial Oviedo)                                                  |
| 16 | DAV  | [[Fitxer:Flag of Guinea.svg\|23x15px\|border \|alt=Guinea\|link=Selecció de futbol de Guinea\|{{#if:\|]]                                                                                    | Sory Kaba (cedit a l'Elx CF)                                                    |
| 17 | MIG  | [[Fitxer:Flag of Morocco.svg\|23x15px\|border \|alt=Marroc\|link=Selecció de futbol del Marroc\|{{#if:\|]]                                                                                  | Munir El Haddadi (alliberat)                                                    |
| 22 | MIG  | [[Fitxer:Flag of the Democratic Republic of the Congo.svg\|23x15px\|border \|alt=República Democràtica del Congo\|link=Selecció de futbol de la República Democràtica del Congo\|{{#if:\|]] | Omenuke Mfulu (alliberat)                                                       |
| 23 | DEF  | [[Fitxer:Flag of Equatorial Guinea.svg\|23x15px\|border \|alt=Guinea Equatorial\|link=Selecció de futbol de Guinea Equatorial\|{{#if:\|]]                                                   | Saúl Coco (al Torino FC)                                                        |
| 28 | DEF  | [[Fitxer:Flag of Mexico.svg\|23x15px\|border \|alt=Mèxic\|link=Selecció de futbol de Mèxic\|{{#if:\|]]                                                                                      | Julián Araujo (retorn de la cessió al FC Barcelona, després al AFC Bournemouth) |
| —  | DAV  | [[Fitxer:Flag of Cameroon.svg\|23x15px\|border \|alt=Camerun\|link=Selecció de futbol del Camerun\|{{#if:\|]]                                                                               | Iván Cédric (cedit al FC Barcelona B)                                           |

## Rayo Vallecano
| N. | Pos. | Nac. | Jugador                                      |
| -- | ---- | --- | -------------------------------------------- |
| 4  | MIG  | [[Fitxer:Flag of Spain.svg\|23x15px\|border \|alt=Espanya\|link=Selecció de futbol d'Espanya\|{{#if:\|]]            | Pedro Díaz (des del FC Girondins de Bordeus) |
| 10 | MIG  | [[Fitxer:Flag of Colombia.svg\|23x15px\|border \|alt=Colòmbia\|link=Selecció de futbol de Colòmbia\|{{#if:\|]]      | James Rodríguez (des del São Paulo FC)       |
| 13 | POR  | [[Fitxer:Flag of Argentina.svg\|23x15px\|border \|alt=Argentina\|link=Selecció de futbol de l'Argentina\|{{#if:\|]] | Augusto Batalla (cedit des del River Plate)  |
| 15 | MIG  | [[Fitxer:Flag of Spain.svg\|23x15px\|border \|alt=Espanya\|link=Selecció de futbol d'Espanya\|{{#if:\|]]            | Gerard Gumbau (cedit pel Granada CF)         |
| 21 | DAV  | [[Fitxer:Flag of Spain.svg\|23x15px\|border \|alt=Espanya\|link=Selecció de futbol d'Espanya\|{{#if:\|]]            | Adri Embarba (cedit per la UD Almería)       |

| N. | Pos. | Nac. | Jugador                                      |
| -- | ---- | --- | -------------------------------------------- |
| 4  | MIG  | [[Fitxer:Flag of Spain.svg\|23x15px\|border \|alt=Espanya\|link=Selecció de futbol d'Espanya\|{{#if:\|]]            | Pedro Díaz (des del FC Girondins de Bordeus) |
| 10 | MIG  | [[Fitxer:Flag of Colombia.svg\|23x15px\|border \|alt=Colòmbia\|link=Selecció de futbol de Colòmbia\|{{#if:\|]]      | James Rodríguez (des del São Paulo FC)       |
| 13 | POR  | [[Fitxer:Flag of Argentina.svg\|23x15px\|border \|alt=Argentina\|link=Selecció de futbol de l'Argentina\|{{#if:\|]] | Augusto Batalla (cedit des del River Plate)  |
| 15 | MIG  | [[Fitxer:Flag of Spain.svg\|23x15px\|border \|alt=Espanya\|link=Selecció de futbol d'Espanya\|{{#if:\|]]            | Gerard Gumbau (cedit pel Granada CF)         |
| 21 | DAV  | [[Fitxer:Flag of Spain.svg\|23x15px\|border \|alt=Espanya\|link=Selecció de futbol d'Espanya\|{{#if:\|]]            | Adri Embarba (cedit per la UD Almería)       |

| N. | Pos. | Nac. | Jugador                                                                              |
| -- | ---- | --- | ------------------------------------------------------------------------------------ |
| 1  | POR  | [[Fitxer:Flag of North Macedonia.svg\|23x15px\|border \|alt=Macedònia del Nord\|link=Selecció de futbol de Macedònia\|{{#if:\|]] | Stole Dimitrievski (al València CF)                                                  |
| 6  | MIG  | [[Fitxer:Flag of Spain.svg\|23x15px\|border \|alt=Espanya\|link=Selecció de futbol d'Espanya\|{{#if:\|]]                         | José Ángel Pozo (al Karmiotissa)                                                     |
| 9  | DAV  | [[Fitxer:Flag of Colombia.svg\|23x15px\|border \|alt=Colòmbia\|link=Selecció de futbol de Colòmbia\|{{#if:\|]]                   | Radamel Falcao (al Millonarios FC)                                                   |
| 10 | DAV  | [[Fitxer:Flag of Cape Verde.svg\|23x15px\|border \|alt=Cap Verd\|link=Selecció de futbol de Cap Verd\|{{#if:\|]]                 | Bebé (alliberat)                                                                     |
| 15 | MIG  | [[Fitxer:Flag of Portugal.svg\|23x15px\|border \|alt=Portugal\|link=Selecció de futbol de Portugal\|{{#if:\|]]                   | Miguel Crespo (retorn de la cessió al Fenerbahçe SK, després al İstanbul Başakşehir) |
| —  | DAV  | [[Fitxer:Flag of Spain.svg\|23x15px\|border \|alt=Espanya\|link=Selecció de futbol d'Espanya\|{{#if:\|]]                         | Andrés Martín (al Racing de Santander, prèviament cedit)                             |
| —  | POR  | [[Fitxer:Flag of Spain.svg\|23x15px\|border \|alt=Espanya\|link=Selecció de futbol d'Espanya\|{{#if:\|]]                         | Miguel Ángel Morro (cedit al FC Vizela, prèviament cedit al Vila-real B)             |

| N. | Pos. | Nac. | Jugador                                                                              |
| -- | ---- | --- | ------------------------------------------------------------------------------------ |
| 1  | POR  | [[Fitxer:Flag of North Macedonia.svg\|23x15px\|border \|alt=Macedònia del Nord\|link=Selecció de futbol de Macedònia\|{{#if:\|]] | Stole Dimitrievski (al València CF)                                                  |
| 6  | MIG  | [[Fitxer:Flag of Spain.svg\|23x15px\|border \|alt=Espanya\|link=Selecció de futbol d'Espanya\|{{#if:\|]]                         | José Ángel Pozo (al Karmiotissa)                                                     |
| 9  | DAV  | [[Fitxer:Flag of Colombia.svg\|23x15px\|border \|alt=Colòmbia\|link=Selecció de futbol de Colòmbia\|{{#if:\|]]                   | Radamel Falcao (al Millonarios FC)                                                   |
| 10 | DAV  | [[Fitxer:Flag of Cape Verde.svg\|23x15px\|border \|alt=Cap Verd\|link=Selecció de futbol de Cap Verd\|{{#if:\|]]                 | Bebé (alliberat)                                                                     |
| 15 | MIG  | [[Fitxer:Flag of Portugal.svg\|23x15px\|border \|alt=Portugal\|link=Selecció de futbol de Portugal\|{{#if:\|]]                   | Miguel Crespo (retorn de la cessió al Fenerbahçe SK, després al İstanbul Başakşehir) |
| —  | DAV  | [[Fitxer:Flag of Spain.svg\|23x15px\|border \|alt=Espanya\|link=Selecció de futbol d'Espanya\|{{#if:\|]]                         | Andrés Martín (al Racing de Santander, prèviament cedit)                             |
| —  | POR  | [[Fitxer:Flag of Spain.svg\|23x15px\|border \|alt=Espanya\|link=Selecció de futbol d'Espanya\|{{#if:\|]]                         | Miguel Ángel Morro (cedit al FC Vizela, prèviament cedit al Vila-real B)             |

## Leganés
| N. | Pos. | Nac. | Jugador                                                          |
| -- | ---- | --- | ---------------------------------------------------------------- |
| 1  | POR  | [[Fitxer:Flag of Spain.svg\|23x15px\|border \|alt=Espanya\|link=Selecció de futbol d'Espanya\|{{#if:\|]]                         | Juan Soriano (des del CD Tenerife)                               |
| 2  | DEF  | [[Fitxer:Flag of Spain.svg\|23x15px\|border \|alt=Espanya\|link=Selecció de futbol d'Espanya\|{{#if:\|]]                         | Adrià Altimira (cedit pel Vila-real CF)                          |
| 4  | DEF  | [[Fitxer:Flag of Ecuador.svg\|23x15px\|border \|alt=Equador\|link=Selecció de futbol de l'Equador\|{{#if:\|]]                    | Jackson Porozo (cedit des del ES Troyes AC)                      |
| 5  | MIG  | [[Fitxer:Flag of Peru.svg\|23x15px\|border \|alt=Perú\|link=Selecció de futbol del Perú\|{{#if:\|]]                              | Renato Tapia (des del Celta de Vigo)                             |
| 7  | MIG  | [[Fitxer:Flag of Spain.svg\|23x15px\|border \|alt=Espanya\|link=Selecció de futbol d'Espanya\|{{#if:\|]]                         | Óscar Rodríguez (des del Sevilla FC)                             |
| 9  | DAV  | [[Fitxer:Flag of Spain.svg\|23x15px\|border \|alt=Espanya\|link=Selecció de futbol d'Espanya\|{{#if:\|]]                         | Miguel de la Fuente (des del Deportivo Alavés, prèviament cedit) |
| 11 | MIG  | [[Fitxer:Flag of Spain.svg\|23x15px\|border \|alt=Espanya\|link=Selecció de futbol d'Espanya\|{{#if:\|]]                         | Juan Cruz (des del Reial Betis, prèviament cedit)                |
| 12 | DEF  | [[Fitxer:Flag of France (1794–1815, 1830–1974).svg\|23x15px\|border \|alt=França\|link=Selecció de futbol de França\|{{#if:\|]]  | Valentin Rosier (des del Beşiktaş)                               |
| 13 | POR  | [[Fitxer:Flag of Serbia.svg\|23x15px\|border \|alt=Sèrbia\|link=Selecció de futbol de Sèrbia\|{{#if:\|]]                         | Marko Dmitrović (des del Sevilla FC)                             |
| 15 | DEF  | [[Fitxer:Flag of Spain.svg\|23x15px\|border \|alt=Espanya\|link=Selecció de futbol d'Espanya\|{{#if:\|]]                         | Enric Franquesa (des del Llevant UE)                             |
| 18 | DAV  | [[Fitxer:Flag of Côte d'Ivoire.svg\|23x15px\|border \|alt=Costa d'Ivori\|link=Selecció de futbol de la Costa d'Ivori\|{{#if:\|]] | Sébastien Haller (cedit des del Borussia Dortmund)               |
| 21 | DAV  | [[Fitxer:Flag of Spain.svg\|23x15px\|border \|alt=Espanya\|link=Selecció de futbol d'Espanya\|{{#if:\|]]                         | Roberto López (des de la Reial Societat)                         |

| N. | Pos. | Nac. | Jugador                                                          |
| -- | ---- | --- | ---------------------------------------------------------------- |
| 1  | POR  | [[Fitxer:Flag of Spain.svg\|23x15px\|border \|alt=Espanya\|link=Selecció de futbol d'Espanya\|{{#if:\|]]                         | Juan Soriano (des del CD Tenerife)                               |
| 2  | DEF  | [[Fitxer:Flag of Spain.svg\|23x15px\|border \|alt=Espanya\|link=Selecció de futbol d'Espanya\|{{#if:\|]]                         | Adrià Altimira (cedit pel Vila-real CF)                          |
| 4  | DEF  | [[Fitxer:Flag of Ecuador.svg\|23x15px\|border \|alt=Equador\|link=Selecció de futbol de l'Equador\|{{#if:\|]]                    | Jackson Porozo (cedit des del ES Troyes AC)                      |
| 5  | MIG  | [[Fitxer:Flag of Peru.svg\|23x15px\|border \|alt=Perú\|link=Selecció de futbol del Perú\|{{#if:\|]]                              | Renato Tapia (des del Celta de Vigo)                             |
| 7  | MIG  | [[Fitxer:Flag of Spain.svg\|23x15px\|border \|alt=Espanya\|link=Selecció de futbol d'Espanya\|{{#if:\|]]                         | Óscar Rodríguez (des del Sevilla FC)                             |
| 9  | DAV  | [[Fitxer:Flag of Spain.svg\|23x15px\|border \|alt=Espanya\|link=Selecció de futbol d'Espanya\|{{#if:\|]]                         | Miguel de la Fuente (des del Deportivo Alavés, prèviament cedit) |
| 11 | MIG  | [[Fitxer:Flag of Spain.svg\|23x15px\|border \|alt=Espanya\|link=Selecció de futbol d'Espanya\|{{#if:\|]]                         | Juan Cruz (des del Reial Betis, prèviament cedit)                |
| 12 | DEF  | [[Fitxer:Flag of France (1794–1815, 1830–1974).svg\|23x15px\|border \|alt=França\|link=Selecció de futbol de França\|{{#if:\|]]  | Valentin Rosier (des del Beşiktaş)                               |
| 13 | POR  | [[Fitxer:Flag of Serbia.svg\|23x15px\|border \|alt=Sèrbia\|link=Selecció de futbol de Sèrbia\|{{#if:\|]]                         | Marko Dmitrović (des del Sevilla FC)                             |
| 15 | DEF  | [[Fitxer:Flag of Spain.svg\|23x15px\|border \|alt=Espanya\|link=Selecció de futbol d'Espanya\|{{#if:\|]]                         | Enric Franquesa (des del Llevant UE)                             |
| 18 | DAV  | [[Fitxer:Flag of Côte d'Ivoire.svg\|23x15px\|border \|alt=Costa d'Ivori\|link=Selecció de futbol de la Costa d'Ivori\|{{#if:\|]] | Sébastien Haller (cedit des del Borussia Dortmund)               |
| 21 | DAV  | [[Fitxer:Flag of Spain.svg\|23x15px\|border \|alt=Espanya\|link=Selecció de futbol d'Espanya\|{{#if:\|]]                         | Roberto López (des de la Reial Societat)                         |

| N. | Pos. | Nac. | Jugador                                                                  |
| -- | ---- | --- | ------------------------------------------------------------------------ |
| 1  | POR  | [[Fitxer:Flag of Spain.svg\|23x15px\|border \|alt=Espanya\|link=Selecció de futbol d'Espanya\|{{#if:\|]]            | Dani Jiménez (a la SD Huesca)                                            |
| 4  | DEF  | [[Fitxer:Flag of Canada (Pantone).svg\|23x15px\|border \|alt=Canadà\|link=Selecció de futbol del Canadà\|{{#if:\|]] | Diyaeddine Abzi (retorn de la cessió al Pau FC, later alliberat)         |
| 8  | MIG  | [[Fitxer:Flag of Spain.svg\|23x15px\|border \|alt=Espanya\|link=Selecció de futbol d'Espanya\|{{#if:\|]]            | Luis Perea (al Racing de Ferrol)                                         |
| 13 | POR  | [[Fitxer:Flag of Spain.svg\|23x15px\|border \|alt=Espanya\|link=Selecció de futbol d'Espanya\|{{#if:\|]]            | Diego Conde (al Vila-real CF)                                            |
| 20 | MIG  | [[Fitxer:Flag of Spain.svg\|23x15px\|border \|alt=Espanya\|link=Selecció de futbol d'Espanya\|{{#if:\|]]            | Iker Undabarrena (al Johor Darul Ta'zim)                                 |
| 21 | DEF  | [[Fitxer:Flag of Spain.svg\|23x15px\|border \|alt=Espanya\|link=Selecció de futbol d'Espanya\|{{#if:\|]]            | Jorge Miramón (al AEK Làrnaca)                                           |
| 22 | DEF  | [[Fitxer:Flag of Spain.svg\|23x15px\|border \|alt=Espanya\|link=Selecció de futbol d'Espanya\|{{#if:\|]]            | Aritz Arambarri (a la SD Eibar)                                          |
| —  | DAV  | [[Fitxer:Flag of Spain.svg\|23x15px\|border \|alt=Espanya\|link=Selecció de futbol d'Espanya\|{{#if:\|]]            | Sergio Navarro (al AD Alcorcón, prèviament cedit al CF Rayo Majadahonda) |

| N. | Pos. | Nac. | Jugador                                                                  |
| -- | ---- | --- | ------------------------------------------------------------------------ |
| 1  | POR  | [[Fitxer:Flag of Spain.svg\|23x15px\|border \|alt=Espanya\|link=Selecció de futbol d'Espanya\|{{#if:\|]]            | Dani Jiménez (a la SD Huesca)                                            |
| 4  | DEF  | [[Fitxer:Flag of Canada (Pantone).svg\|23x15px\|border \|alt=Canadà\|link=Selecció de futbol del Canadà\|{{#if:\|]] | Diyaeddine Abzi (retorn de la cessió al Pau FC, later alliberat)         |
| 8  | MIG  | [[Fitxer:Flag of Spain.svg\|23x15px\|border \|alt=Espanya\|link=Selecció de futbol d'Espanya\|{{#if:\|]]            | Luis Perea (al Racing de Ferrol)                                         |
| 13 | POR  | [[Fitxer:Flag of Spain.svg\|23x15px\|border \|alt=Espanya\|link=Selecció de futbol d'Espanya\|{{#if:\|]]            | Diego Conde (al Vila-real CF)                                            |
| 20 | MIG  | [[Fitxer:Flag of Spain.svg\|23x15px\|border \|alt=Espanya\|link=Selecció de futbol d'Espanya\|{{#if:\|]]            | Iker Undabarrena (al Johor Darul Ta'zim)                                 |
| 21 | DEF  | [[Fitxer:Flag of Spain.svg\|23x15px\|border \|alt=Espanya\|link=Selecció de futbol d'Espanya\|{{#if:\|]]            | Jorge Miramón (al AEK Làrnaca)                                           |
| 22 | DEF  | [[Fitxer:Flag of Spain.svg\|23x15px\|border \|alt=Espanya\|link=Selecció de futbol d'Espanya\|{{#if:\|]]            | Aritz Arambarri (a la SD Eibar)                                          |
| —  | DAV  | [[Fitxer:Flag of Spain.svg\|23x15px\|border \|alt=Espanya\|link=Selecció de futbol d'Espanya\|{{#if:\|]]            | Sergio Navarro (al AD Alcorcón, prèviament cedit al CF Rayo Majadahonda) |

## Valladolid
| N. | Pos. | Nac. | Jugador                                                |
| -- | ---- | --- | ------------------------------------------------------ |
| 1  | POR  | [[Fitxer:Flag of Portugal.svg\|23x15px\|border \|alt=Portugal\|link=Selecció de futbol de Portugal\|{{#if:\|]] | André Ferreira (des del Granada CF, prèviament cedit)  |
| 4  | MIG  | [[Fitxer:Flag of Spain.svg\|23x15px\|border \|alt=Espanya\|link=Selecció de futbol d'Espanya\|{{#if:\|]]       | Víctor Meseguer (des del Granada CF, prèviament cedit) |
| 6  | DEF  | [[Fitxer:Flag of Turkey.svg\|23x15px\|border \|alt=Turquia\|link=Selecció de futbol de Turquia\|{{#if:\|]]     | Cenk Özkacar (cedit pel València CF)                   |
| 11 | DAV  | [[Fitxer:Flag of Spain.svg\|23x15px\|border \|alt=Espanya\|link=Selecció de futbol d'Espanya\|{{#if:\|]]       | Raúl Moro (des del SS Lazio, prèviament cedit)         |
| 12 | MIG  | [[Fitxer:Flag of Spain.svg\|23x15px\|border \|alt=Espanya\|link=Selecció de futbol d'Espanya\|{{#if:\|]]       | Mario Martín (cedit pel Reial Madrid)                  |
| 13 | POR  | [[Fitxer:Flag of Estonia.svg\|23x15px\|border \|alt=Estònia\|link=Selecció de futbol d'Estònia\|{{#if:\|]]     | Karl Hein (cedit des del Arsenal FC)                   |
| 14 | DAV  | [[Fitxer:Flag of Spain.svg\|23x15px\|border \|alt=Espanya\|link=Selecció de futbol d'Espanya\|{{#if:\|]]       | Juanmi Latasa (des del Reial Madrid)                   |
| 15 | DEF  | [[Fitxer:Flag of Switzerland.svg\|23x16px\|border \|alt=Suïssa\|link=Selecció de futbol de Suïssa\|{{#if:\|]]  | Eray Cömert (cedit pel València CF)                    |
| 17 | DAV  | [[Fitxer:Flag of Croatia.svg\|23x15px\|border \|alt=Croàcia\|link=Selecció de futbol de Croàcia\|{{#if:\|]]    | Stipe Biuk (des del Los Angeles FC, prèviament cedit)  |
| 19 | DAV  | [[Fitxer:Flag of Senegal.svg\|23x15px\|border \|alt=Senegal\|link=Selecció de futbol del Senegal\|{{#if:\|]]   | Amath Ndiaye (des del RCD Mallorca, prèviament cedit)  |
| 20 | DAV  | [[Fitxer:Flag of Croatia.svg\|23x15px\|border \|alt=Croàcia\|link=Selecció de futbol de Croàcia\|{{#if:\|]]    | Stanko Jurić (des del Parma, prèviament cedit)         |

| N. | Pos. | Nac. | Jugador                                                |
| -- | ---- | --- | ------------------------------------------------------ |
| 1  | POR  | [[Fitxer:Flag of Portugal.svg\|23x15px\|border \|alt=Portugal\|link=Selecció de futbol de Portugal\|{{#if:\|]] | André Ferreira (des del Granada CF, prèviament cedit)  |
| 4  | MIG  | [[Fitxer:Flag of Spain.svg\|23x15px\|border \|alt=Espanya\|link=Selecció de futbol d'Espanya\|{{#if:\|]]       | Víctor Meseguer (des del Granada CF, prèviament cedit) |
| 6  | DEF  | [[Fitxer:Flag of Turkey.svg\|23x15px\|border \|alt=Turquia\|link=Selecció de futbol de Turquia\|{{#if:\|]]     | Cenk Özkacar (cedit pel València CF)                   |
| 11 | DAV  | [[Fitxer:Flag of Spain.svg\|23x15px\|border \|alt=Espanya\|link=Selecció de futbol d'Espanya\|{{#if:\|]]       | Raúl Moro (des del SS Lazio, prèviament cedit)         |
| 12 | MIG  | [[Fitxer:Flag of Spain.svg\|23x15px\|border \|alt=Espanya\|link=Selecció de futbol d'Espanya\|{{#if:\|]]       | Mario Martín (cedit pel Reial Madrid)                  |
| 13 | POR  | [[Fitxer:Flag of Estonia.svg\|23x15px\|border \|alt=Estònia\|link=Selecció de futbol d'Estònia\|{{#if:\|]]     | Karl Hein (cedit des del Arsenal FC)                   |
| 14 | DAV  | [[Fitxer:Flag of Spain.svg\|23x15px\|border \|alt=Espanya\|link=Selecció de futbol d'Espanya\|{{#if:\|]]       | Juanmi Latasa (des del Reial Madrid)                   |
| 15 | DEF  | [[Fitxer:Flag of Switzerland.svg\|23x16px\|border \|alt=Suïssa\|link=Selecció de futbol de Suïssa\|{{#if:\|]]  | Eray Cömert (cedit pel València CF)                    |
| 17 | DAV  | [[Fitxer:Flag of Croatia.svg\|23x15px\|border \|alt=Croàcia\|link=Selecció de futbol de Croàcia\|{{#if:\|]]    | Stipe Biuk (des del Los Angeles FC, prèviament cedit)  |
| 19 | DAV  | [[Fitxer:Flag of Senegal.svg\|23x15px\|border \|alt=Senegal\|link=Selecció de futbol del Senegal\|{{#if:\|]]   | Amath Ndiaye (des del RCD Mallorca, prèviament cedit)  |
| 20 | DAV  | [[Fitxer:Flag of Croatia.svg\|23x15px\|border \|alt=Croàcia\|link=Selecció de futbol de Croàcia\|{{#if:\|]]    | Stanko Jurić (des del Parma, prèviament cedit)         |

| N. | Pos. | Nac. | Jugador                                     |
| -- | ---- | --- | ------------------------------------------- |
| 1  | POR  | [[Fitxer:Flag of Catalonia.svg\|23x15px\|border \|alt=Catalunya\|link=Selecció de futbol de Catalunya\|{{#if:\|]] | Jordi Masip (alliberat)                     |
| 6  | DEF  | [[Fitxer:Flag of Cameroon.svg\|23x15px\|border \|alt=Camerun\|link=Selecció de futbol del Camerun\|{{#if:\|]]     | Enzo Boyomo (al CA Osasuna)                 |
| 17 | DAV  | [[Fitxer:Flag of Croatia.svg\|23x15px\|border \|alt=Croàcia\|link=Selecció de futbol de Croàcia\|{{#if:\|]]       | Stipe Biuk (cedit al Hadjuk Split)          |
| 18 | DEF  | [[Fitxer:Flag of Spain.svg\|23x15px\|border \|alt=Espanya\|link=Selecció de futbol d'Espanya\|{{#if:\|]]          | Sergio Escudero (al Deportivo de La Coruña) |
| 35 | DAV  | [[Fitxer:Flag of Cameroon.svg\|23x15px\|border \|alt=Camerun\|link=Selecció de futbol del Camerun\|{{#if:\|]]     | Iván Cédric (a la UD Las Palmas)            |

| N. | Pos. | Nac. | Jugador                                     |
| -- | ---- | --- | ------------------------------------------- |
| 1  | POR  | [[Fitxer:Flag of Catalonia.svg\|23x15px\|border \|alt=Catalunya\|link=Selecció de futbol de Catalunya\|{{#if:\|]] | Jordi Masip (alliberat)                     |
| 6  | DEF  | [[Fitxer:Flag of Cameroon.svg\|23x15px\|border \|alt=Camerun\|link=Selecció de futbol del Camerun\|{{#if:\|]]     | Enzo Boyomo (al CA Osasuna)                 |
| 17 | DAV  | [[Fitxer:Flag of Croatia.svg\|23x15px\|border \|alt=Croàcia\|link=Selecció de futbol de Croàcia\|{{#if:\|]]       | Stipe Biuk (cedit al Hadjuk Split)          |
| 18 | DEF  | [[Fitxer:Flag of Spain.svg\|23x15px\|border \|alt=Espanya\|link=Selecció de futbol d'Espanya\|{{#if:\|]]          | Sergio Escudero (al Deportivo de La Coruña) |
| 35 | DAV  | [[Fitxer:Flag of Cameroon.svg\|23x15px\|border \|alt=Camerun\|link=Selecció de futbol del Camerun\|{{#if:\|]]     | Iván Cédric (a la UD Las Palmas)            |

## Espanyol
| N. | Pos. | Nac. | Jugador                                          |
| -- | ---- | --- | ------------------------------------------------ |
| 4  | DEF  | [[Fitxer:Flag of Albania.svg\|23x15px\|border \|alt=Albània\|link=Selecció de futbol d'Albània\|{{#if:\|]]                                     | Marash Kumbulla (cedit des del AS Roma)          |
| 9  | DAV  | [[Fitxer:Flag of Argentina.svg\|23x15px\|border \|alt=Argentina\|link=Selecció de futbol de l'Argentina\|{{#if:\|]]                            | Alejo Véliz (cedit des del Tottenham Hotspur FC) |
| 12 | DEF  | [[Fitxer:Flag of Spain.svg\|23x15px\|border \|alt=Espanya\|link=Selecció de futbol d'Espanya\|{{#if:\|]]                                       | Álvaro Tejero (des de la SD Eibar)               |
| 16 | DAV  | [[Fitxer:Flag of Morocco.svg\|23x15px\|border \|alt=Marroc\|link=Selecció de futbol del Marroc\|{{#if:\|]]                                     | Walid Cheddira (cedit des del SSC Napoli)        |
| 20 | MIG  | [[Fitxer:Flag of the Czech Republic.svg\|23x15px\|border \|alt=Txèquia\|link=Selecció de futbol de la República Txeca\|{{#if:\|]]              | Alex Král (cedit des del 1. FC Union Berlin)     |
| 22 | DEF  | [[Fitxer:Flag of the Valencian Community (2x3).svg\|23x15px\|border \|alt=País Valencià\|link=Selecció de futbol del País Valencià\|{{#if:\|]] | Carlos Romero (cedit pel Vila-real CF)           |
| 24 | DAV  | [[Fitxer:Flag of France (1794–1815, 1830–1974).svg\|23x15px\|border \|alt=França\|link=Selecció de futbol de França\|{{#if:\|]]                | Irvin Cardona (cedit des del FC Augsburg)        |
| 37 | DAV  | [[Fitxer:Flag of Turkey.svg\|23x15px\|border \|alt=Turquia\|link=Selecció de futbol de Turquia\|{{#if:\|]]                                     | Naci Ünüvar (cedit des del AFC Ajax)             |

| N. | Pos. | Nac. | Jugador                                          |
| -- | ---- | --- | ------------------------------------------------ |
| 4  | DEF  | [[Fitxer:Flag of Albania.svg\|23x15px\|border \|alt=Albània\|link=Selecció de futbol d'Albània\|{{#if:\|]]                                     | Marash Kumbulla (cedit des del AS Roma)          |
| 9  | DAV  | [[Fitxer:Flag of Argentina.svg\|23x15px\|border \|alt=Argentina\|link=Selecció de futbol de l'Argentina\|{{#if:\|]]                            | Alejo Véliz (cedit des del Tottenham Hotspur FC) |
| 12 | DEF  | [[Fitxer:Flag of Spain.svg\|23x15px\|border \|alt=Espanya\|link=Selecció de futbol d'Espanya\|{{#if:\|]]                                       | Álvaro Tejero (des de la SD Eibar)               |
| 16 | DAV  | [[Fitxer:Flag of Morocco.svg\|23x15px\|border \|alt=Marroc\|link=Selecció de futbol del Marroc\|{{#if:\|]]                                     | Walid Cheddira (cedit des del SSC Napoli)        |
| 20 | MIG  | [[Fitxer:Flag of the Czech Republic.svg\|23x15px\|border \|alt=Txèquia\|link=Selecció de futbol de la República Txeca\|{{#if:\|]]              | Alex Král (cedit des del 1. FC Union Berlin)     |
| 22 | DEF  | [[Fitxer:Flag of the Valencian Community (2x3).svg\|23x15px\|border \|alt=País Valencià\|link=Selecció de futbol del País Valencià\|{{#if:\|]] | Carlos Romero (cedit pel Vila-real CF)           |
| 24 | DAV  | [[Fitxer:Flag of France (1794–1815, 1830–1974).svg\|23x15px\|border \|alt=França\|link=Selecció de futbol de França\|{{#if:\|]]                | Irvin Cardona (cedit des del FC Augsburg)        |
| 37 | DAV  | [[Fitxer:Flag of Turkey.svg\|23x15px\|border \|alt=Turquia\|link=Selecció de futbol de Turquia\|{{#if:\|]]                                     | Naci Ünüvar (cedit des del AFC Ajax)             |

| N. | Pos. | Nac. | Jugador                                                                      |
| -- | ---- | --- | ---------------------------------------------------------------------------- |
| 2  | DEF  | [[Fitxer:Flag of the Valencian Community (2x3).svg\|23x15px\|border \|alt=País Valencià\|link=Selecció de futbol del País Valencià\|{{#if:\|]] | Óscar Gil (al OH Leuven)                                                     |
| 4  | DEF  | [[Fitxer:Flag of Catalonia.svg\|23x15px\|border \|alt=Catalunya\|link=Selecció de futbol de Catalunya\|{{#if:\|]]                              | Víctor Ruiz (alliberat)                                                      |
| 8  | MIG  | [[Fitxer:Flag of Albania.svg\|23x15px\|border \|alt=Albània\|link=Selecció de futbol d'Albània\|{{#if:\|]]                                     | Keidi Bare (al Reial Saragossa)                                              |
| 9  | DAV  | [[Fitxer:Flag of Senegal.svg\|23x15px\|border \|alt=Senegal\|link=Selecció de futbol del Senegal\|{{#if:\|]]                                   | Keita Baldé (retorn de la cessió al FK Spartak Moscou, després al Sivasspor) |
| 16 | MIG  | [[Fitxer:Flag of Spain.svg\|23x15px\|border \|alt=Espanya\|link=Selecció de futbol d'Espanya\|{{#if:\|]]                                       | José Carlos Lazo (a l'Albacete Balompié)                                     |
| 21 | MIG  | [[Fitxer:Flag of Catalonia.svg\|23x15px\|border \|alt=Catalunya\|link=Selecció de futbol de Catalunya\|{{#if:\|]]                              | Nico Melamed (a la UD Almería)                                               |
| 22 | DAV  | [[Fitxer:Flag of Denmark.svg\|23x15px\|border \|alt=Dinamarca\|link=Selecció de futbol de Dinamarca\|{{#if:\|]]                                | Martin Braithwaite (al Grêmio)                                               |
| —  | DAV  | [[Fitxer:Flag of Spain.svg\|23x15px\|border \|alt=Espanya\|link=Selecció de futbol d'Espanya\|{{#if:\|]]                                       | Joselu (al Reial Madrid, prèviament cedit)                                   |
| —  | DEF  | [[Fitxer:Flag of Catalonia.svg\|23x15px\|border \|alt=Catalunya\|link=Selecció de futbol de Catalunya\|{{#if:\|]]                              | Rubén Sánchez (cedit al Granada CF, prèviament cedit al CD Mirandés)         |

| N. | Pos. | Nac. | Jugador                                                                      |
| -- | ---- | --- | ---------------------------------------------------------------------------- |
| 2  | DEF  | [[Fitxer:Flag of the Valencian Community (2x3).svg\|23x15px\|border \|alt=País Valencià\|link=Selecció de futbol del País Valencià\|{{#if:\|]] | Óscar Gil (al OH Leuven)                                                     |
| 4  | DEF  | [[Fitxer:Flag of Catalonia.svg\|23x15px\|border \|alt=Catalunya\|link=Selecció de futbol de Catalunya\|{{#if:\|]]                              | Víctor Ruiz (alliberat)                                                      |
| 8  | MIG  | [[Fitxer:Flag of Albania.svg\|23x15px\|border \|alt=Albània\|link=Selecció de futbol d'Albània\|{{#if:\|]]                                     | Keidi Bare (al Reial Saragossa)                                              |
| 9  | DAV  | [[Fitxer:Flag of Senegal.svg\|23x15px\|border \|alt=Senegal\|link=Selecció de futbol del Senegal\|{{#if:\|]]                                   | Keita Baldé (retorn de la cessió al FK Spartak Moscou, després al Sivasspor) |
| 16 | MIG  | [[Fitxer:Flag of Spain.svg\|23x15px\|border \|alt=Espanya\|link=Selecció de futbol d'Espanya\|{{#if:\|]]                                       | José Carlos Lazo (a l'Albacete Balompié)                                     |
| 21 | MIG  | [[Fitxer:Flag of Catalonia.svg\|23x15px\|border \|alt=Catalunya\|link=Selecció de futbol de Catalunya\|{{#if:\|]]                              | Nico Melamed (a la UD Almería)                                               |
| 22 | DAV  | [[Fitxer:Flag of Denmark.svg\|23x15px\|border \|alt=Dinamarca\|link=Selecció de futbol de Dinamarca\|{{#if:\|]]                                | Martin Braithwaite (al Grêmio)                                               |
| —  | DAV  | [[Fitxer:Flag of Spain.svg\|23x15px\|border \|alt=Espanya\|link=Selecció de futbol d'Espanya\|{{#if:\|]]                                       | Joselu (al Reial Madrid, prèviament cedit)                                   |
| —  | DEF  | [[Fitxer:Flag of Catalonia.svg\|23x15px\|border \|alt=Catalunya\|link=Selecció de futbol de Catalunya\|{{#if:\|]]                              | Rubén Sánchez (cedit al Granada CF, prèviament cedit al CD Mirandés)         |